# Eredivisie 1969/70/Wedstrijden
De wedstrijden van het Nederlandse Eredivisie voetbal uit het seizoen 1969/70 was het 14e seizoen van de hoogste professionele Nederlandse voetbalcompetitie voor mannen. Het seizoen bestond uit 34 speelronden van elk negen wedstrijden. De competitie begon op 10 augustus 1969 en duurde tot en met 24 mei 1970.

## Speelronde 1
|                  |                                                                                           |       |                      |                                                                                |
| 10 augustus 1969 | SVV                                                                                       | 4 – 2 | DOS                  | Stadion: Harga, Schiedam Toeschouwers: 9.000 Scheidsrechter: Leo van der Kroft |
| 10 augustus 1969 | Wout van Meeteren 21' Peter van der Meer 26' (pen.) Wil van Beveren 71' Aad Koudijzer 76' |       | 7', 16' Leo van Veen | Stadion: Harga, Schiedam Toeschouwers: 9.000 Scheidsrechter: Leo van der Kroft |
| 10 augustus 1969 |                                                                                           |       |                      | Stadion: Harga, Schiedam Toeschouwers: 9.000 Scheidsrechter: Leo van der Kroft |
| 10 augustus 1969 |                                                                                           |       |                      | Stadion: Harga, Schiedam Toeschouwers: 9.000 Scheidsrechter: Leo van der Kroft |
|                  |                                                                                           |       |                      |                                                                                |

|                  |                           |       |           |                                      |
| 10 augustus 1969 | ADO                       | 4 – 1 | FC Twente | Stadion: Zuiderparkstadion, Den Haag |
| 10 augustus 1969 | Goal · Goal · Goal · Goal |       | Goal      | Stadion: Zuiderparkstadion, Den Haag |
| 10 augustus 1969 |                           |       |           | Stadion: Zuiderparkstadion, Den Haag |
| 10 augustus 1969 |                           |       |           | Stadion: Zuiderparkstadion, Den Haag |
|                  |                           |       |           |                                      |

|                  |     |       |     |                                       |
| 10 augustus 1969 | DWS | 0 – 1 | NAC | Stadion: Olympisch Stadion, Amsterdam |
| 10 augustus 1969 |     | Goal  |     | Stadion: Olympisch Stadion, Amsterdam |
| 10 augustus 1969 |     |       |     | Stadion: Olympisch Stadion, Amsterdam |
| 10 augustus 1969 |     |       |     | Stadion: Olympisch Stadion, Amsterdam |
|                  |     |       |     |                                       |

|                  |                             |       |                                                         |                                                                                   |
| 10 augustus 1969 | GVAV                        | 1 – 3 | Ajax                                                    | Stadion: Oosterpark, Groningen Toeschouwers: 16.000 Scheidsrechter: Joop Vervoort |
| 10 augustus 1969 | Ferry Pettersson 75' (pen.) |       | 11' Piet Keizer 32' (pen.) Henk Groot 51' Dick van Dijk | Stadion: Oosterpark, Groningen Toeschouwers: 16.000 Scheidsrechter: Joop Vervoort |
| 10 augustus 1969 |                             |       |                                                         | Stadion: Oosterpark, Groningen Toeschouwers: 16.000 Scheidsrechter: Joop Vervoort |
| 10 augustus 1969 |                             |       |                                                         | Stadion: Oosterpark, Groningen Toeschouwers: 16.000 Scheidsrechter: Joop Vervoort |
|                  |                             |       |                                                         |                                                                                   |

|                  |        |       |         |                                 |
| 10 augustus 1969 | Sparta | 1 – 1 | Haarlem | Stadion: Het Kasteel, Rotterdam |
| 10 augustus 1969 | Goal   |       | Goal    | Stadion: Het Kasteel, Rotterdam |
| 10 augustus 1969 |        |       |         | Stadion: Het Kasteel, Rotterdam |
| 10 augustus 1969 |        |       |         | Stadion: Het Kasteel, Rotterdam |
|                  |        |       |         |                                 |

|                  |          |       |               |                                  |
| 10 augustus 1969 | Go Ahead | 1 – 2 | Holland Sport | Stadion: Vetkampstraat, Deventer |
| 10 augustus 1969 | Goal     |       | Goal · Goal   | Stadion: Vetkampstraat, Deventer |
| 10 augustus 1969 |          |       |               | Stadion: Vetkampstraat, Deventer |
| 10 augustus 1969 |          |       |               | Stadion: Vetkampstraat, Deventer |
|                  |          |       |               |                                  |

|                  |      |       |      |                                  |
| 10 augustus 1969 | MVV  | 1 – 1 | PSV  | Stadion: De Geusselt, Maastricht |
| 10 augustus 1969 | Goal |       | Goal | Stadion: De Geusselt, Maastricht |
| 10 augustus 1969 |      |       |      | Stadion: De Geusselt, Maastricht |
| 10 augustus 1969 |      |       |      | Stadion: De Geusselt, Maastricht |
|                  |      |       |      |                                  |

|                  |                       |       |        |                                                                                          |
| 10 augustus 1969 | N.E.C.                | 1 – 0 | AZ '67 | Stadion: Goffertstadion, Nijmegen Toeschouwers: 12.000 Scheidsrechter: Henk van der Veer |
| 10 augustus 1969 | Jürgen Jendrossek 66' |       |        | Stadion: Goffertstadion, Nijmegen Toeschouwers: 12.000 Scheidsrechter: Henk van der Veer |
| 10 augustus 1969 |                       |       |        | Stadion: Goffertstadion, Nijmegen Toeschouwers: 12.000 Scheidsrechter: Henk van der Veer |
| 10 augustus 1969 |                       |       |        | Stadion: Goffertstadion, Nijmegen Toeschouwers: 12.000 Scheidsrechter: Henk van der Veer |
|                  |                       |       |        |                                                                                          |

|                  |         |       |                    |                               |
| 10 augustus 1969 | Telstar | 1 – 3 | Feijenoord         | Stadion: Schoonenberg, Velsen |
| 10 augustus 1969 | Goal    |       | Goal · Goal · Goal | Stadion: Schoonenberg, Velsen |
| 10 augustus 1969 |         |       |                    | Stadion: Schoonenberg, Velsen |
| 10 augustus 1969 |         |       |                    | Stadion: Schoonenberg, Velsen |
|                  |         |       |                    |                               |

## Speelronde 2
|                  |                                    |       |          |                                                                               |
| 17 augustus 1969 | Ajax                               | 2 – 0 | Go Ahead | Stadion: De Meer, Amsterdam Toeschouwers: 24.000 Scheidsrechter: Ad Boogaerts |
| 17 augustus 1969 | Dick van Dijk 7' Johan Cruijff 72' |       |          | Stadion: De Meer, Amsterdam Toeschouwers: 24.000 Scheidsrechter: Ad Boogaerts |
| 17 augustus 1969 |                                    |       |          | Stadion: De Meer, Amsterdam Toeschouwers: 24.000 Scheidsrechter: Ad Boogaerts |
| 17 augustus 1969 |                                    |       |          | Stadion: De Meer, Amsterdam Toeschouwers: 24.000 Scheidsrechter: Ad Boogaerts |
|                  |                                    |       |          |                                                                               |

|                  |                    |       |      |                                        |
| 17 augustus 1969 | Feijenoord         | 3 – 0 | GVAV | Stadion: Stadion Feijenoord, Rotterdam |
| 17 augustus 1969 | Goal · Goal · Goal |       |      | Stadion: Stadion Feijenoord, Rotterdam |
| 17 augustus 1969 |                    |       |      | Stadion: Stadion Feijenoord, Rotterdam |
| 17 augustus 1969 |                    |       |      | Stadion: Stadion Feijenoord, Rotterdam |
|                  |                    |       |      |                                        |

|                  |               |       |      |                             |
| 17 augustus 1969 | Holland Sport | 2 – 1 | SVV  | Stadion: Houtrust, Den Haag |
| 17 augustus 1969 | Goal · Goal   |       | Goal | Stadion: Houtrust, Den Haag |
| 17 augustus 1969 |               |       |      | Stadion: Houtrust, Den Haag |
| 17 augustus 1969 |               |       |      | Stadion: Houtrust, Den Haag |
|                  |               |       |      |                             |

|                  |     |             |     |                               |
| 17 augustus 1969 | DOS | 0 – 2       | NAC | Stadion: Galgenwaard, Utrecht |
| 17 augustus 1969 |     | Goal · Goal |     | Stadion: Galgenwaard, Utrecht |
| 17 augustus 1969 |     |             |     | Stadion: Galgenwaard, Utrecht |
| 17 augustus 1969 |     |             |     | Stadion: Galgenwaard, Utrecht |
|                  |     |             |     |                               |

|                  |        |       |     |                                                                                   |
| 17 augustus 1969 | AZ '67 | 0 – 0 | MVV | Stadion: Alkmaarderhout, Alkmaar Toeschouwers: 9.000 Scheidsrechter: Henk Klopper |
| 17 augustus 1969 |        |       |     | Stadion: Alkmaarderhout, Alkmaar Toeschouwers: 9.000 Scheidsrechter: Henk Klopper |
| 17 augustus 1969 |        |       |     | Stadion: Alkmaarderhout, Alkmaar Toeschouwers: 9.000 Scheidsrechter: Henk Klopper |
| 17 augustus 1969 |        |       |     | Stadion: Alkmaarderhout, Alkmaar Toeschouwers: 9.000 Scheidsrechter: Henk Klopper |
|                  |        |       |     |                                                                                   |

|                  |             |       |     |                                  |
| 17 augustus 1969 | Haarlem     | 2 – 0 | ADO | Stadion: Jan Gijzenkade, Haarlem |
| 17 augustus 1969 | Goal · Goal |       |     | Stadion: Jan Gijzenkade, Haarlem |
| 17 augustus 1969 |             |       |     | Stadion: Jan Gijzenkade, Haarlem |
| 17 augustus 1969 |             |       |     | Stadion: Jan Gijzenkade, Haarlem |
|                  |             |       |     |                                  |

|                  |             |       |                           |                                   |
| 17 augustus 1969 | N.E.C.      | 2 – 4 | Sparta                    | Stadion: Goffertstadion, Nijmegen |
| 17 augustus 1969 | Goal · Goal |       | Goal · Goal · Goal · Goal | Stadion: Goffertstadion, Nijmegen |
| 17 augustus 1969 |             |       |                           | Stadion: Goffertstadion, Nijmegen |
| 17 augustus 1969 |             |       |                           | Stadion: Goffertstadion, Nijmegen |
|                  |             |       |                           |                                   |

|                  |         |       |     |                               |
| 17 augustus 1969 | Telstar | 0 – 1 | PSV | Stadion: Schoonenberg, Velsen |
| 17 augustus 1969 |         | Goal  |     | Stadion: Schoonenberg, Velsen |
| 17 augustus 1969 |         |       |     | Stadion: Schoonenberg, Velsen |
| 17 augustus 1969 |         |       |     | Stadion: Schoonenberg, Velsen |
|                  |         |       |     |                               |

|                  |                                                         |       |                   |                                                                                       |
| 26 augustus 1969 | FC Twente                                               | 5 – 1 | DWS               | Stadion: Het Diekman, Enschede Toeschouwers: 17.000 Scheidsrechter: Henk van der Veer |
| 26 augustus 1969 | Jan Streuer 20', 71' Loyd Rooks 21' Antal Nagy 44', 68' |       | 46' Klaas Nuninga | Stadion: Het Diekman, Enschede Toeschouwers: 17.000 Scheidsrechter: Henk van der Veer |
| 26 augustus 1969 |                                                         |       |                   | Stadion: Het Diekman, Enschede Toeschouwers: 17.000 Scheidsrechter: Henk van der Veer |
| 26 augustus 1969 |                                                         |       |                   | Stadion: Het Diekman, Enschede Toeschouwers: 17.000 Scheidsrechter: Henk van der Veer |
|                  |                                                         |       |                   |                                                                                       |

## Speelronde 3
|                  |             |       |      |                          |
| 23 augustus 1969 | SVV         | 2 – 1 | PSV  | Stadion: Harga, Schiedam |
| 23 augustus 1969 | Goal · Goal |       | Goal | Stadion: Harga, Schiedam |
| 23 augustus 1969 |             |       |      | Stadion: Harga, Schiedam |
| 23 augustus 1969 |             |       |      | Stadion: Harga, Schiedam |
|                  |             |       |      |                          |

|                  |     |       |     |                                       |
| 24 augustus 1969 | DWS | 0 – 1 | DOS | Stadion: Olympisch Stadion, Amsterdam |
| 24 augustus 1969 |     | Goal  |     | Stadion: Olympisch Stadion, Amsterdam |
| 24 augustus 1969 |     |       |     | Stadion: Olympisch Stadion, Amsterdam |
| 24 augustus 1969 |     |       |     | Stadion: Olympisch Stadion, Amsterdam |
|                  |     |       |     |                                       |

|                  |                   |       |                     |                                                                                         |
| 24 augustus 1969 | ADO               | 1 – 1 | Holland Sport       | Stadion: Zuiderparkstadion, Den Haag Toeschouwers: 25.000 Scheidsrechter: Joop Vervoort |
| 24 augustus 1969 | Joop Korevaar 58' |       | 24' Joop van Maurik | Stadion: Zuiderparkstadion, Den Haag Toeschouwers: 25.000 Scheidsrechter: Joop Vervoort |
| 24 augustus 1969 |                   |       |                     | Stadion: Zuiderparkstadion, Den Haag Toeschouwers: 25.000 Scheidsrechter: Joop Vervoort |
| 24 augustus 1969 |                   |       |                     | Stadion: Zuiderparkstadion, Den Haag Toeschouwers: 25.000 Scheidsrechter: Joop Vervoort |
|                  |                   |       |                     |                                                                                         |

|                  |      |       |        |                                |
| 24 augustus 1969 | GVAV | 0 – 1 | N.E.C. | Stadion: Oosterpark, Groningen |
| 24 augustus 1969 |      | Goal  |        | Stadion: Oosterpark, Groningen |
| 24 augustus 1969 |      |       |        | Stadion: Oosterpark, Groningen |
| 24 augustus 1969 |      |       |        | Stadion: Oosterpark, Groningen |
|                  |      |       |        |                                |

|                  |             |       |                           |                                 |
| 24 augustus 1969 | Sparta      | 2 – 4 | Ajax                      | Stadion: Het Kasteel, Rotterdam |
| 24 augustus 1969 | Goal · Goal |       | Goal · Goal · Goal · Goal | Stadion: Het Kasteel, Rotterdam |
| 24 augustus 1969 |             |       |                           | Stadion: Het Kasteel, Rotterdam |
| 24 augustus 1969 |             |       |                           | Stadion: Het Kasteel, Rotterdam |
|                  |             |       |                           |                                 |

|                  |          |       |        |                                  |
| 24 augustus 1969 | Go Ahead | 1 – 0 | AZ '67 | Stadion: Vetkampstraat, Deventer |
| 24 augustus 1969 | Goal     |       |        | Stadion: Vetkampstraat, Deventer |
| 24 augustus 1969 |          |       |        | Stadion: Vetkampstraat, Deventer |
| 24 augustus 1969 |          |       |        | Stadion: Vetkampstraat, Deventer |
|                  |          |       |        |                                  |

|                  |      |       |         |                                  |
| 24 augustus 1969 | MVV  | 1 – 1 | Haarlem | Stadion: De Geusselt, Maastricht |
| 24 augustus 1969 | Goal |       | Goal    | Stadion: De Geusselt, Maastricht |
| 24 augustus 1969 |      |       |         | Stadion: De Geusselt, Maastricht |
| 24 augustus 1969 |      |       |         | Stadion: De Geusselt, Maastricht |
|                  |      |       |         |                                  |

|                  |             |       |           |                               |
| 24 augustus 1969 | Telstar     | 2 – 0 | FC Twente | Stadion: Schoonenberg, Velsen |
| 24 augustus 1969 | Goal · Goal |       |           | Stadion: Schoonenberg, Velsen |
| 24 augustus 1969 |             |       |           | Stadion: Schoonenberg, Velsen |
| 24 augustus 1969 |             |       |           | Stadion: Schoonenberg, Velsen |
|                  |             |       |           |                               |

|                  |     |                                          |            |                                                                                 |
| 24 augustus 1969 | NAC | 0 – 4                                    | Feijenoord | Stadion: Beatrixstraat, Breda Toeschouwers: 23.000 Scheidsrechter: Theo Boosten |
| 24 augustus 1969 |     | 34', 65', 67' Ove Kindvall 87' Henk Wery |            | Stadion: Beatrixstraat, Breda Toeschouwers: 23.000 Scheidsrechter: Theo Boosten |
| 24 augustus 1969 |     |                                          |            | Stadion: Beatrixstraat, Breda Toeschouwers: 23.000 Scheidsrechter: Theo Boosten |
| 24 augustus 1969 |     |                                          |            | Stadion: Beatrixstraat, Breda Toeschouwers: 23.000 Scheidsrechter: Theo Boosten |
|                  |     |                                          |            |                                                                                 |

## Speelronde 4
|                  |             |       |        |                             |
| 31 augustus 1969 | Ajax        | 2 – 1 | N.E.C. | Stadion: De Meer, Amsterdam |
| 31 augustus 1969 | Goal · Goal |       | Goal   | Stadion: De Meer, Amsterdam |
| 31 augustus 1969 |             |       |        | Stadion: De Meer, Amsterdam |
| 31 augustus 1969 |             |       |        | Stadion: De Meer, Amsterdam |
|                  |             |       |        |                             |

|                  |                    |       |             |                                        |
| 31 augustus 1969 | Feijenoord         | 3 – 2 | DWS         | Stadion: Stadion Feijenoord, Rotterdam |
| 31 augustus 1969 | Goal · Goal · Goal |       | Goal · Goal | Stadion: Stadion Feijenoord, Rotterdam |
| 31 augustus 1969 |                    |       |             | Stadion: Stadion Feijenoord, Rotterdam |
| 31 augustus 1969 |                    |       |             | Stadion: Stadion Feijenoord, Rotterdam |
|                  |                    |       |             |                                        |

|                  |               |       |      |                             |
| 31 augustus 1969 | Holland Sport | 2 – 1 | MVV  | Stadion: Houtrust, Den Haag |
| 31 augustus 1969 | Goal · Goal   |       | Goal | Stadion: Houtrust, Den Haag |
| 31 augustus 1969 |               |       |      | Stadion: Houtrust, Den Haag |
| 31 augustus 1969 |               |       |      | Stadion: Houtrust, Den Haag |
|                  |               |       |      |                             |

|                  |     |       |         |                               |
| 31 augustus 1969 | DOS | 0 – 1 | Telstar | Stadion: Galgenwaard, Utrecht |
| 31 augustus 1969 |     | Goal  |         | Stadion: Galgenwaard, Utrecht |
| 31 augustus 1969 |     |       |         | Stadion: Galgenwaard, Utrecht |
| 31 augustus 1969 |     |       |         | Stadion: Galgenwaard, Utrecht |
|                  |     |       |         |                               |

|                  |        |       |        |                                  |
| 31 augustus 1969 | AZ '67 | 0 – 1 | Sparta | Stadion: Alkmaarderhout, Alkmaar |
| 31 augustus 1969 |        | Goal  |        | Stadion: Alkmaarderhout, Alkmaar |
| 31 augustus 1969 |        |       |        | Stadion: Alkmaarderhout, Alkmaar |
| 31 augustus 1969 |        |       |        | Stadion: Alkmaarderhout, Alkmaar |
|                  |        |       |        |                                  |

|                  |           |       |     |                                |
| 31 augustus 1969 | FC Twente | 1 – 0 | SVV | Stadion: Het Diekman, Enschede |
| 31 augustus 1969 | Goal      |       |     | Stadion: Het Diekman, Enschede |
| 31 augustus 1969 |           |       |     | Stadion: Het Diekman, Enschede |
| 31 augustus 1969 |           |       |     | Stadion: Het Diekman, Enschede |
|                  |           |       |     |                                |

|                  |         |       |          |                                  |
| 31 augustus 1969 | Haarlem | 1 – 1 | Go Ahead | Stadion: Jan Gijzenkade, Haarlem |
| 31 augustus 1969 | Goal    |       | Goal     | Stadion: Jan Gijzenkade, Haarlem |
| 31 augustus 1969 |         |       |          | Stadion: Jan Gijzenkade, Haarlem |
| 31 augustus 1969 |         |       |          | Stadion: Jan Gijzenkade, Haarlem |
|                  |         |       |          |                                  |

|                  |             |       |      |                               |
| 31 augustus 1969 | NAC         | 2 – 0 | GVAV | Stadion: Beatrixstraat, Breda |
| 31 augustus 1969 | Goal · Goal |       |      | Stadion: Beatrixstraat, Breda |
| 31 augustus 1969 |             |       |      | Stadion: Beatrixstraat, Breda |
| 31 augustus 1969 |             |       |      | Stadion: Beatrixstraat, Breda |
|                  |             |       |      |                               |

|                  |                    |       |      |                                     |
| 31 augustus 1969 | PSV                | 3 – 1 | ADO  | Stadion: Philips Stadion, Eindhoven |
| 31 augustus 1969 | Goal · Goal · Goal |       | Goal | Stadion: Philips Stadion, Eindhoven |
| 31 augustus 1969 |                    |       |      | Stadion: Philips Stadion, Eindhoven |
| 31 augustus 1969 |                    |       |      | Stadion: Philips Stadion, Eindhoven |
|                  |                    |       |      |                                     |

## Speelronde 5
|                   |                           |       |          |                                     |
| 12 september 1969 | PSV                       | 4 – 1 | Go Ahead | Stadion: Philips Stadion, Eindhoven |
| 12 september 1969 | Goal · Goal · Goal · Goal |       | Goal     | Stadion: Philips Stadion, Eindhoven |
| 12 september 1969 |                           |       |          | Stadion: Philips Stadion, Eindhoven |
| 12 september 1969 |                           |       |          | Stadion: Philips Stadion, Eindhoven |
|                   |                           |       |          |                                     |

|                   |      |       |             |                                       |
| 14 september 1969 | DWS  | 1 – 2 | GVAV        | Stadion: Olympisch Stadion, Amsterdam |
| 14 september 1969 | Goal |       | Goal · Goal | Stadion: Olympisch Stadion, Amsterdam |
| 14 september 1969 |      |       |             | Stadion: Olympisch Stadion, Amsterdam |
| 14 september 1969 |      |       |             | Stadion: Olympisch Stadion, Amsterdam |
|                   |      |       |             |                                       |

|                   |                                                            |       |     |                                                                                          |
| 14 september 1969 | Feijenoord                                                 | 6 – 0 | SVV | Stadion: Stadion Feijenoord, Rotterdam Toeschouwers: 50.000 Scheidsrechter: Ad Boogaerts |
| 14 september 1969 | Wim Jansen 22' Ruud Geels 28', 33', 38' Henk Wery 51', 88' |       |     | Stadion: Stadion Feijenoord, Rotterdam Toeschouwers: 50.000 Scheidsrechter: Ad Boogaerts |
| 14 september 1969 |                                                            |       |     | Stadion: Stadion Feijenoord, Rotterdam Toeschouwers: 50.000 Scheidsrechter: Ad Boogaerts |
| 14 september 1969 |                                                            |       |     | Stadion: Stadion Feijenoord, Rotterdam Toeschouwers: 50.000 Scheidsrechter: Ad Boogaerts |
|                   |                                                            |       |     |                                                                                          |

|                   |               |       |                    |                             |
| 14 september 1969 | Holland Sport | 2 – 3 | Sparta             | Stadion: Houtrust, Den Haag |
| 14 september 1969 | Goal · Goal   |       | Goal · Goal · Goal | Stadion: Houtrust, Den Haag |
| 14 september 1969 |               |       |                    | Stadion: Houtrust, Den Haag |
| 14 september 1969 |               |       |                    | Stadion: Houtrust, Den Haag |
|                   |               |       |                    |                             |

|                   |      |       |      |                               |
| 14 september 1969 | DOS  | 1 – 1 | ADO  | Stadion: Galgenwaard, Utrecht |
| 14 september 1969 | Goal |       | Goal | Stadion: Galgenwaard, Utrecht |
| 14 september 1969 |      |       |      | Stadion: Galgenwaard, Utrecht |
| 14 september 1969 |      |       |      | Stadion: Galgenwaard, Utrecht |
|                   |      |       |      |                               |

|                   |        |               |      |                                                                                   |
| 14 september 1969 | AZ '67 | 0 – 1         | Ajax | Stadion: Alkmaarderhout, Alkmaar Toeschouwers: 18.000 Scheidsrechter: Henk Pijper |
| 14 september 1969 |        | Dick van Dijk |      | Stadion: Alkmaarderhout, Alkmaar Toeschouwers: 18.000 Scheidsrechter: Henk Pijper |
| 14 september 1969 |        |               |      | Stadion: Alkmaarderhout, Alkmaar Toeschouwers: 18.000 Scheidsrechter: Henk Pijper |
| 14 september 1969 |        |               |      | Stadion: Alkmaarderhout, Alkmaar Toeschouwers: 18.000 Scheidsrechter: Henk Pijper |
|                   |        |               |      |                                                                                   |

|                   |             |       |     |                                |
| 14 september 1969 | FC Twente   | 2 – 0 | MVV | Stadion: Het Diekman, Enschede |
| 14 september 1969 | Goal · Goal |       |     | Stadion: Het Diekman, Enschede |
| 14 september 1969 |             |       |     | Stadion: Het Diekman, Enschede |
| 14 september 1969 |             |       |     | Stadion: Het Diekman, Enschede |
|                   |             |       |     |                                |

|                   |             |       |        |                                  |
| 14 september 1969 | Haarlem     | 2 – 1 | N.E.C. | Stadion: Jan Gijzenkade, Haarlem |
| 14 september 1969 | Goal · Goal |       | Goal   | Stadion: Jan Gijzenkade, Haarlem |
| 14 september 1969 |             |       |        | Stadion: Jan Gijzenkade, Haarlem |
| 14 september 1969 |             |       |        | Stadion: Jan Gijzenkade, Haarlem |
|                   |             |       |        |                                  |

|                   |      |       |         |                               |
| 14 september 1969 | NAC  | 1 – 0 | Telstar | Stadion: Beatrixstraat, Breda |
| 14 september 1969 | Goal |       |         | Stadion: Beatrixstraat, Breda |
| 14 september 1969 |      |       |         | Stadion: Beatrixstraat, Breda |
| 14 september 1969 |      |       |         | Stadion: Beatrixstraat, Breda |
|                   |      |       |         |                               |

## Speelronde 6
|                   |     |                                 |            |                                                                                             |
| 21 september 1969 | ADO | 0 – 2                           | Feijenoord | Stadion: Zuiderparkstadion, Den Haag Toeschouwers: 28.000 Scheidsrechter: Henk van der Veer |
| 21 september 1969 |     | 23' Ruud Geels 66' Ove Kindvall |            | Stadion: Zuiderparkstadion, Den Haag Toeschouwers: 28.000 Scheidsrechter: Henk van der Veer |
| 21 september 1969 |     |                                 |            | Stadion: Zuiderparkstadion, Den Haag Toeschouwers: 28.000 Scheidsrechter: Henk van der Veer |
| 21 september 1969 |     |                                 |            | Stadion: Zuiderparkstadion, Den Haag Toeschouwers: 28.000 Scheidsrechter: Henk van der Veer |
|                   |     |                                 |            |                                                                                             |

|                   |                                                            |       |         |                                                                                  |
| 21 september 1969 | Ajax                                                       | 4 – 0 | Haarlem | Stadion: De Meer, Amsterdam Toeschouwers: 24.000 Scheidsrechter: Arie van Gemert |
| 21 september 1969 | Velibor Vasović 39' Johan Cruijff 54', 79' Piet Keizer 78' |       |         | Stadion: De Meer, Amsterdam Toeschouwers: 24.000 Scheidsrechter: Arie van Gemert |
| 21 september 1969 |                                                            |       |         | Stadion: De Meer, Amsterdam Toeschouwers: 24.000 Scheidsrechter: Arie van Gemert |
| 21 september 1969 |                                                            |       |         | Stadion: De Meer, Amsterdam Toeschouwers: 24.000 Scheidsrechter: Arie van Gemert |
|                   |                                                            |       |         |                                                                                  |

|                   |                           |       |        |                                |
| 21 september 1969 | GVAV                      | 4 – 1 | AZ '67 | Stadion: Oosterpark, Groningen |
| 21 september 1969 | Goal · Goal · Goal · Goal |       | Goal   | Stadion: Oosterpark, Groningen |
| 21 september 1969 |                           |       |        | Stadion: Oosterpark, Groningen |
| 21 september 1969 |                           |       |        | Stadion: Oosterpark, Groningen |
|                   |                           |       |        |                                |

|                   |        |       |             |                                 |
| 21 september 1969 | Sparta | 1 – 2 | PSV         | Stadion: Het Kasteel, Rotterdam |
| 21 september 1969 | Goal   |       | Goal · Goal | Stadion: Het Kasteel, Rotterdam |
| 21 september 1969 |        |       |             | Stadion: Het Kasteel, Rotterdam |
| 21 september 1969 |        |       |             | Stadion: Het Kasteel, Rotterdam |
|                   |        |       |             |                                 |

|                   |                      |       |               |                                                                               |
| 21 september 1969 | SVV                  | 1 – 1 | NAC           | Stadion: Harga, Schiedam Toeschouwers: 9.500 Scheidsrechter: Gerard Klaassens |
| 21 september 1969 | Maarten van Beek 81' |       | 83' Ad Bakker | Stadion: Harga, Schiedam Toeschouwers: 9.500 Scheidsrechter: Gerard Klaassens |
| 21 september 1969 |                      |       |               | Stadion: Harga, Schiedam Toeschouwers: 9.500 Scheidsrechter: Gerard Klaassens |
| 21 september 1969 |                      |       |               | Stadion: Harga, Schiedam Toeschouwers: 9.500 Scheidsrechter: Gerard Klaassens |
|                   |                      |       |               |                                                                               |

|                   |             |       |     |                                  |
| 21 september 1969 | MVV         | 2 – 0 | DOS | Stadion: De Geusselt, Maastricht |
| 21 september 1969 | Goal · Goal |       |     | Stadion: De Geusselt, Maastricht |
| 21 september 1969 |             |       |     | Stadion: De Geusselt, Maastricht |
| 21 september 1969 |             |       |     | Stadion: De Geusselt, Maastricht |
|                   |             |       |     |                                  |

|                   |          |       |           |                                  |
| 21 september 1969 | Go Ahead | 1 – 1 | FC Twente | Stadion: Vetkampstraat, Deventer |
| 21 september 1969 | Goal     |       | Goal      | Stadion: Vetkampstraat, Deventer |
| 21 september 1969 |          |       |           | Stadion: Vetkampstraat, Deventer |
| 21 september 1969 |          |       |           | Stadion: Vetkampstraat, Deventer |
|                   |          |       |           |                                  |

|                   |                    |       |               |                                   |
| 21 september 1969 | N.E.C.             | 3 – 1 | Holland Sport | Stadion: Goffertstadion, Nijmegen |
| 21 september 1969 | Goal · Goal · Goal |       | Goal          | Stadion: Goffertstadion, Nijmegen |
| 21 september 1969 |                    |       |               | Stadion: Goffertstadion, Nijmegen |
| 21 september 1969 |                    |       |               | Stadion: Goffertstadion, Nijmegen |
|                   |                    |       |               |                                   |

|                   |         |                  |     |                                                                               |
| 21 september 1969 | Telstar | 0 – 1            | DWS | Stadion: Schoonenberg, Velsen Toeschouwers: 7.000 Scheidsrechter: Frans Derks |
| 21 september 1969 |         | 58' Finn Seemann |     | Stadion: Schoonenberg, Velsen Toeschouwers: 7.000 Scheidsrechter: Frans Derks |
| 21 september 1969 |         |                  |     | Stadion: Schoonenberg, Velsen Toeschouwers: 7.000 Scheidsrechter: Frans Derks |
| 21 september 1969 |         |                  |     | Stadion: Schoonenberg, Velsen Toeschouwers: 7.000 Scheidsrechter: Frans Derks |
|                   |         |                  |     |                                                                               |

## Speelronde 7
|                   |             |       |             |                                     |
| 27 september 1969 | PSV         | 2 – 2 | N.E.C.      | Stadion: Philips Stadion, Eindhoven |
| 27 september 1969 | Goal · Goal |       | Goal · Goal | Stadion: Philips Stadion, Eindhoven |
| 27 september 1969 |             |       |             | Stadion: Philips Stadion, Eindhoven |
| 27 september 1969 |             |       |             | Stadion: Philips Stadion, Eindhoven |
|                   |             |       |             |                                     |

|                   |                    |       |             |                                       |
| 28 september 1969 | DWS                | 3 – 2 | SVV         | Stadion: Olympisch Stadion, Amsterdam |
| 28 september 1969 | Goal · Goal · Goal |       | Goal · Goal | Stadion: Olympisch Stadion, Amsterdam |
| 28 september 1969 |                    |       |             | Stadion: Olympisch Stadion, Amsterdam |
| 28 september 1969 |                    |       |             | Stadion: Olympisch Stadion, Amsterdam |
|                   |                    |       |             |                                       |

|                   |                                  |       |      |                                        |
| 28 september 1969 | Feijenoord                       | 5 – 1 | MVV  | Stadion: Stadion Feijenoord, Rotterdam |
| 28 september 1969 | Goal · Goal · Goal · Goal · Goal |       | Goal | Stadion: Stadion Feijenoord, Rotterdam |
| 28 september 1969 |                                  |       |      | Stadion: Stadion Feijenoord, Rotterdam |
| 28 september 1969 |                                  |       |      | Stadion: Stadion Feijenoord, Rotterdam |
|                   |                                  |       |      |                                        |

|                   |               |       |                           |                             |
| 28 september 1969 | Holland Sport | 1 – 4 | Ajax                      | Stadion: Houtrust, Den Haag |
| 28 september 1969 | Goal          |       | Goal · Goal · Goal · Goal | Stadion: Houtrust, Den Haag |
| 28 september 1969 |               |       |                           | Stadion: Houtrust, Den Haag |
| 28 september 1969 |               |       |                           | Stadion: Houtrust, Den Haag |
|                   |               |       |                           |                             |

|                   |             |       |                    |                               |
| 28 september 1969 | DOS         | 2 – 3 | Go Ahead           | Stadion: Galgenwaard, Utrecht |
| 28 september 1969 | Goal · Goal |       | Goal · Goal · Goal | Stadion: Galgenwaard, Utrecht |
| 28 september 1969 |             |       |                    | Stadion: Galgenwaard, Utrecht |
| 28 september 1969 |             |       |                    | Stadion: Galgenwaard, Utrecht |
|                   |             |       |                    |                               |

|                   |             |       |        |                                |
| 28 september 1969 | FC Twente   | 2 – 0 | Sparta | Stadion: Het Diekman, Enschede |
| 28 september 1969 | Goal · Goal |       |        | Stadion: Het Diekman, Enschede |
| 28 september 1969 |             |       |        | Stadion: Het Diekman, Enschede |
| 28 september 1969 |             |       |        | Stadion: Het Diekman, Enschede |
|                   |             |       |        |                                |

|                   |         |       |        |                                                                                    |
| 28 september 1969 | Haarlem | 0 – 0 | AZ '67 | Stadion: Jan Gijzenkade, Haarlem Toeschouwers: 16.000 Scheidsrechter: Theo Boosten |
| 28 september 1969 |         |       |        | Stadion: Jan Gijzenkade, Haarlem Toeschouwers: 16.000 Scheidsrechter: Theo Boosten |
| 28 september 1969 |         |       |        | Stadion: Jan Gijzenkade, Haarlem Toeschouwers: 16.000 Scheidsrechter: Theo Boosten |
| 28 september 1969 |         |       |        | Stadion: Jan Gijzenkade, Haarlem Toeschouwers: 16.000 Scheidsrechter: Theo Boosten |
|                   |         |       |        |                                                                                    |

|                   |     |             |     |                               |
| 28 september 1969 | NAC | 0 – 2       | ADO | Stadion: Beatrixstraat, Breda |
| 28 september 1969 |     | Goal · Goal |     | Stadion: Beatrixstraat, Breda |
| 28 september 1969 |     |             |     | Stadion: Beatrixstraat, Breda |
| 28 september 1969 |     |             |     | Stadion: Beatrixstraat, Breda |
|                   |     |             |     |                               |

|                   |                     |       |                   |                                                                                     |
| 28 september 1969 | Telstar             | 1 – 1 | GVAV              | Stadion: Schoonenberg, Velsen Toeschouwers: 6.500 Scheidsrechter: Henk van der Veer |
| 28 september 1969 | Bert Theunissen 70' |       | 41' Johan Beuvink | Stadion: Schoonenberg, Velsen Toeschouwers: 6.500 Scheidsrechter: Henk van der Veer |
| 28 september 1969 |                     |       |                   | Stadion: Schoonenberg, Velsen Toeschouwers: 6.500 Scheidsrechter: Henk van der Veer |
| 28 september 1969 |                     |       |                   | Stadion: Schoonenberg, Velsen Toeschouwers: 6.500 Scheidsrechter: Henk van der Veer |
|                   |                     |       |                   |                                                                                     |

## Speelronde 8
|                |        |       |     |                                                                                  |
| 5 oktober 1969 | Sparta | 0 – 0 | DOS | Stadion: Het Kasteel, Rotterdam Toeschouwers: 7.000 Scheidsrechter: Ad Boogaerts |
| 5 oktober 1969 |        |       |     | Stadion: Het Kasteel, Rotterdam Toeschouwers: 7.000 Scheidsrechter: Ad Boogaerts |
| 5 oktober 1969 |        |       |     | Stadion: Het Kasteel, Rotterdam Toeschouwers: 7.000 Scheidsrechter: Ad Boogaerts |
| 5 oktober 1969 |        |       |     | Stadion: Het Kasteel, Rotterdam Toeschouwers: 7.000 Scheidsrechter: Ad Boogaerts |
|                |        |       |     |                                                                                  |

|                |                 |       |                  |                                                                                        |
| 5 oktober 1969 | ADO             | 1 – 1 | DWS              | Stadion: Zuiderparkstadion, Den Haag Toeschouwers: 15.000 Scheidsrechter: Theo Boosten |
| 5 oktober 1969 | Harald Berg 84' |       | 55' Finn Seemann | Stadion: Zuiderparkstadion, Den Haag Toeschouwers: 15.000 Scheidsrechter: Theo Boosten |
| 5 oktober 1969 |                 |       |                  | Stadion: Zuiderparkstadion, Den Haag Toeschouwers: 15.000 Scheidsrechter: Theo Boosten |
| 5 oktober 1969 |                 |       |                  | Stadion: Zuiderparkstadion, Den Haag Toeschouwers: 15.000 Scheidsrechter: Theo Boosten |
|                |                 |       |                  |                                                                                        |

|                |                                                    |       |     |                                                                                    |
| 5 oktober 1969 | Ajax                                               | 3 – 0 | PSV | Stadion: De Meer, Amsterdam Toeschouwers: 24.500 Scheidsrechter: Henk van der Veer |
| 5 oktober 1969 | Johan Cruijff 3' Piet Keizer 20' Dick van Dijk 67' |       |     | Stadion: De Meer, Amsterdam Toeschouwers: 24.500 Scheidsrechter: Henk van der Veer |
| 5 oktober 1969 |                                                    |       |     | Stadion: De Meer, Amsterdam Toeschouwers: 24.500 Scheidsrechter: Henk van der Veer |
| 5 oktober 1969 |                                                    |       |     | Stadion: De Meer, Amsterdam Toeschouwers: 24.500 Scheidsrechter: Henk van der Veer |
|                |                                                    |       |     |                                                                                    |

|                |      |             |         |                                |
| 5 oktober 1969 | GVAV | 0 – 2       | Haarlem | Stadion: Oosterpark, Groningen |
| 5 oktober 1969 |      | Goal · Goal |         | Stadion: Oosterpark, Groningen |
| 5 oktober 1969 |      |             |         | Stadion: Oosterpark, Groningen |
| 5 oktober 1969 |      |             |         | Stadion: Oosterpark, Groningen |
|                |      |             |         |                                |

|                |     |                    |         |                          |
| 5 oktober 1969 | SVV | 0 – 3              | Telstar | Stadion: Harga, Schiedam |
| 5 oktober 1969 |     | Goal · Goal · Goal |         | Stadion: Harga, Schiedam |
| 5 oktober 1969 |     |                    |         | Stadion: Harga, Schiedam |
| 5 oktober 1969 |     |                    |         | Stadion: Harga, Schiedam |
|                |     |                    |         |                          |

|                |                  |       |                     |                                                                                 |
| 5 oktober 1969 | AZ '67           | 1 – 1 | Holland Sport       | Stadion: Alkmaarderhout, Alkmaar Toeschouwers: 8.000 Scheidsrechter: Jan Keizer |
| 5 oktober 1969 | Wim de Jager 19' |       | 76' Joop van Maurik | Stadion: Alkmaarderhout, Alkmaar Toeschouwers: 8.000 Scheidsrechter: Jan Keizer |
| 5 oktober 1969 |                  |       |                     | Stadion: Alkmaarderhout, Alkmaar Toeschouwers: 8.000 Scheidsrechter: Jan Keizer |
| 5 oktober 1969 |                  |       |                     | Stadion: Alkmaarderhout, Alkmaar Toeschouwers: 8.000 Scheidsrechter: Jan Keizer |
|                |                  |       |                     |                                                                                 |

|                |          |                 |            |                                                                                    |
| 5 oktober 1969 | Go Ahead | 0 – 1           | Feijenoord | Stadion: Vetkampstraat, Deventer Toeschouwers: 24.000 Scheidsrechter: Jef Dorpmans |
| 5 oktober 1969 |          | 12' Franz Hasil |            | Stadion: Vetkampstraat, Deventer Toeschouwers: 24.000 Scheidsrechter: Jef Dorpmans |
| 5 oktober 1969 |          |                 |            | Stadion: Vetkampstraat, Deventer Toeschouwers: 24.000 Scheidsrechter: Jef Dorpmans |
| 5 oktober 1969 |          |                 |            | Stadion: Vetkampstraat, Deventer Toeschouwers: 24.000 Scheidsrechter: Jef Dorpmans |
|                |          |                 |            |                                                                                    |

|                |     |       |     |                                                                                    |
| 5 oktober 1969 | MVV | 0 – 0 | NAC | Stadion: De Geusselt, Maastricht Toeschouwers: 8.000 Scheidsrechter: Joop Vervoort |
| 5 oktober 1969 |     |       |     | Stadion: De Geusselt, Maastricht Toeschouwers: 8.000 Scheidsrechter: Joop Vervoort |
| 5 oktober 1969 |     |       |     | Stadion: De Geusselt, Maastricht Toeschouwers: 8.000 Scheidsrechter: Joop Vervoort |
| 5 oktober 1969 |     |       |     | Stadion: De Geusselt, Maastricht Toeschouwers: 8.000 Scheidsrechter: Joop Vervoort |
|                |     |       |     |                                                                                    |

|                |                 |       |                 |                                                                                        |
| 5 oktober 1969 | N.E.C.          | 1 – 1 | FC Twente       | Stadion: Goffertstadion, Nijmegen Toeschouwers: 24.000 Scheidsrechter: Arie van Gemert |
| 5 oktober 1969 | Wim Meijers 76' |       | 58' Jan Streuer | Stadion: Goffertstadion, Nijmegen Toeschouwers: 24.000 Scheidsrechter: Arie van Gemert |
| 5 oktober 1969 |                 |       |                 | Stadion: Goffertstadion, Nijmegen Toeschouwers: 24.000 Scheidsrechter: Arie van Gemert |
| 5 oktober 1969 |                 |       |                 | Stadion: Goffertstadion, Nijmegen Toeschouwers: 24.000 Scheidsrechter: Arie van Gemert |
|                |                 |       |                 |                                                                                        |

## Speelronde 9
|                 |     |                  |     |                                                                                       |
| 12 oktober 1969 | DWS | 0 – 1            | MVV | Stadion: Olympisch Stadion, Amsterdam Toeschouwers: 4.000 Scheidsrechter: Henk Pijper |
| 12 oktober 1969 |     | 8' Willy Brokamp |     | Stadion: Olympisch Stadion, Amsterdam Toeschouwers: 4.000 Scheidsrechter: Henk Pijper |
| 12 oktober 1969 |     |                  |     | Stadion: Olympisch Stadion, Amsterdam Toeschouwers: 4.000 Scheidsrechter: Henk Pijper |
| 12 oktober 1969 |     |                  |     | Stadion: Olympisch Stadion, Amsterdam Toeschouwers: 4.000 Scheidsrechter: Henk Pijper |
|                 |     |                  |     |                                                                                       |

|                 |                        |       |                  |                                                                                             |
| 12 oktober 1969 | Feijenoord             | 1 – 1 | Sparta           | Stadion: Stadion Feijenoord, Rotterdam Toeschouwers: 58.000 Scheidsrechter: Arie van Gemert |
| 12 oktober 1969 | Willem van Hanegem 16' |       | 29' Jan Klijnjan | Stadion: Stadion Feijenoord, Rotterdam Toeschouwers: 58.000 Scheidsrechter: Arie van Gemert |
| 12 oktober 1969 |                        |       |                  | Stadion: Stadion Feijenoord, Rotterdam Toeschouwers: 58.000 Scheidsrechter: Arie van Gemert |
| 12 oktober 1969 |                        |       |                  | Stadion: Stadion Feijenoord, Rotterdam Toeschouwers: 58.000 Scheidsrechter: Arie van Gemert |
|                 |                        |       |                  |                                                                                             |

|                 |               |                     |         |                                                                                 |
| 12 oktober 1969 | Holland Sport | 0 – 1               | Haarlem | Stadion: Houtrust, Den Haag Toeschouwers: 18.000 Scheidsrechter: Lau van Ravens |
| 12 oktober 1969 |               | 76' Wietze Couperus |         | Stadion: Houtrust, Den Haag Toeschouwers: 18.000 Scheidsrechter: Lau van Ravens |
| 12 oktober 1969 |               |                     |         | Stadion: Houtrust, Den Haag Toeschouwers: 18.000 Scheidsrechter: Lau van Ravens |
| 12 oktober 1969 |               |                     |         | Stadion: Houtrust, Den Haag Toeschouwers: 18.000 Scheidsrechter: Lau van Ravens |
|                 |               |                     |         |                                                                                 |

|                 |                       |       |                |                                                                           |
| 12 oktober 1969 | SVV                   | 1 – 1 | GVAV           | Stadion: Harga, Schiedam Toeschouwers: 7.000 Scheidsrechter: Henk Klopper |
| 12 oktober 1969 | Wout van Meeteren 23' |       | 30' Wim Visser | Stadion: Harga, Schiedam Toeschouwers: 7.000 Scheidsrechter: Henk Klopper |
| 12 oktober 1969 |                       |       |                | Stadion: Harga, Schiedam Toeschouwers: 7.000 Scheidsrechter: Henk Klopper |
| 12 oktober 1969 |                       |       |                | Stadion: Harga, Schiedam Toeschouwers: 7.000 Scheidsrechter: Henk Klopper |
|                 |                       |       |                |                                                                           |

|                 |                        |       |        |                                                                                      |
| 12 oktober 1969 | DOS                    | 1 – 0 | N.E.C. | Stadion: Galgenwaard, Utrecht Toeschouwers: 11.000 Scheidsrechter: Leo van der Kroft |
| 12 oktober 1969 | Cor Adelaar 58' (pen.) |       |        | Stadion: Galgenwaard, Utrecht Toeschouwers: 11.000 Scheidsrechter: Leo van der Kroft |
| 12 oktober 1969 |                        |       |        | Stadion: Galgenwaard, Utrecht Toeschouwers: 11.000 Scheidsrechter: Leo van der Kroft |
| 12 oktober 1969 |                        |       |        | Stadion: Galgenwaard, Utrecht Toeschouwers: 11.000 Scheidsrechter: Leo van der Kroft |
|                 |                        |       |        |                                                                                      |

|                 |           |                    |      |                                |
| 12 oktober 1969 | FC Twente | 0 – 3              | Ajax | Stadion: Het Diekman, Enschede |
| 12 oktober 1969 |           | Goal · Goal · Goal |      | Stadion: Het Diekman, Enschede |
| 12 oktober 1969 |           |                    |      | Stadion: Het Diekman, Enschede |
| 12 oktober 1969 |           |                    |      | Stadion: Het Diekman, Enschede |
|                 |           |                    |      |                                |

|                 |             |       |          |                               |
| 12 oktober 1969 | NAC         | 2 – 0 | Go Ahead | Stadion: Beatrixstraat, Breda |
| 12 oktober 1969 | Goal · Goal |       |          | Stadion: Beatrixstraat, Breda |
| 12 oktober 1969 |             |       |          | Stadion: Beatrixstraat, Breda |
| 12 oktober 1969 |             |       |          | Stadion: Beatrixstraat, Breda |
|                 |             |       |          |                               |

|                 |                                         |       |             |                                     |
| 12 oktober 1969 | PSV                                     | 7 – 2 | AZ '67      | Stadion: Philips Stadion, Eindhoven |
| 12 oktober 1969 | Goal · Goal · Goal · Goal · Goal · Goal |       | Goal · Goal | Stadion: Philips Stadion, Eindhoven |
| 12 oktober 1969 |                                         |       |             | Stadion: Philips Stadion, Eindhoven |
| 12 oktober 1969 |                                         |       |             | Stadion: Philips Stadion, Eindhoven |
|                 |                                         |       |             |                                     |

|                 |         |       |             |                               |
| 12 oktober 1969 | Telstar | 1 – 2 | ADO         | Stadion: Schoonenberg, Velsen |
| 12 oktober 1969 | Goal    |       | Goal · Goal | Stadion: Schoonenberg, Velsen |
| 12 oktober 1969 |         |       |             | Stadion: Schoonenberg, Velsen |
| 12 oktober 1969 |         |       |             | Stadion: Schoonenberg, Velsen |
|                 |         |       |             |                               |

## Speelronde 10
|                 |        |       |             |                                 |
| 26 oktober 1969 | Sparta | 1 – 2 | NAC         | Stadion: Het Kasteel, Rotterdam |
| 26 oktober 1969 | Goal   |       | Goal · Goal | Stadion: Het Kasteel, Rotterdam |
| 26 oktober 1969 |        |       |             | Stadion: Het Kasteel, Rotterdam |
| 26 oktober 1969 |        |       |             | Stadion: Het Kasteel, Rotterdam |
|                 |        |       |             |                                 |

|                 |                           |       |     |                             |
| 26 oktober 1969 | Ajax                      | 4 – 0 | DOS | Stadion: De Meer, Amsterdam |
| 26 oktober 1969 | Goal · Goal · Goal · Goal |       |     | Stadion: De Meer, Amsterdam |
| 26 oktober 1969 |                           |       |     | Stadion: De Meer, Amsterdam |
| 26 oktober 1969 |                           |       |     | Stadion: De Meer, Amsterdam |
|                 |                           |       |     |                             |

|                 |                                  |       |     |                                      |
| 26 oktober 1969 | ADO                              | 5 – 0 | SVV | Stadion: Zuiderparkstadion, Den Haag |
| 26 oktober 1969 | Goal · Goal · Goal · Goal · Goal |       |     | Stadion: Zuiderparkstadion, Den Haag |
| 26 oktober 1969 |                                  |       |     | Stadion: Zuiderparkstadion, Den Haag |
| 26 oktober 1969 |                                  |       |     | Stadion: Zuiderparkstadion, Den Haag |
|                 |                                  |       |     |                                      |

|                 |      |             |               |                                |
| 26 oktober 1969 | GVAV | 0 – 2       | Holland Sport | Stadion: Oosterpark, Groningen |
| 26 oktober 1969 |      | Goal · Goal |               | Stadion: Oosterpark, Groningen |
| 26 oktober 1969 |      |             |               | Stadion: Oosterpark, Groningen |
| 26 oktober 1969 |      |             |               | Stadion: Oosterpark, Groningen |
|                 |      |             |               |                                |

|                 |     |       |         |                                                                                     |
| 26 oktober 1969 | MVV | 0 – 0 | Telstar | Stadion: De Geusselt, Maastricht Toeschouwers: 7.000 Scheidsrechter: Lau van Ravens |
| 26 oktober 1969 |     |       |         | Stadion: De Geusselt, Maastricht Toeschouwers: 7.000 Scheidsrechter: Lau van Ravens |
| 26 oktober 1969 |     |       |         | Stadion: De Geusselt, Maastricht Toeschouwers: 7.000 Scheidsrechter: Lau van Ravens |
| 26 oktober 1969 |     |       |         | Stadion: De Geusselt, Maastricht Toeschouwers: 7.000 Scheidsrechter: Lau van Ravens |
|                 |     |       |         |                                                                                     |

|                 |        |             |            |                                   |
| 26 oktober 1969 | N.E.C. | 0 – 2       | Feijenoord | Stadion: Goffertstadion, Nijmegen |
| 26 oktober 1969 |        | Goal · Goal |            | Stadion: Goffertstadion, Nijmegen |
| 26 oktober 1969 |        |             |            | Stadion: Goffertstadion, Nijmegen |
| 26 oktober 1969 |        |             |            | Stadion: Goffertstadion, Nijmegen |
|                 |        |             |            |                                   |

|                 |        |                 |           |                                                                                       |
| 26 oktober 1969 | AZ '67 | 0 – 1           | FC Twente | Stadion: Alkmaarderhout, Alkmaar Toeschouwers: 7.000 Scheidsrechter: Koen Brouwer jr. |
| 26 oktober 1969 |        | 42' Jan Jeuring |           | Stadion: Alkmaarderhout, Alkmaar Toeschouwers: 7.000 Scheidsrechter: Koen Brouwer jr. |
| 26 oktober 1969 |        |                 |           | Stadion: Alkmaarderhout, Alkmaar Toeschouwers: 7.000 Scheidsrechter: Koen Brouwer jr. |
| 26 oktober 1969 |        |                 |           | Stadion: Alkmaarderhout, Alkmaar Toeschouwers: 7.000 Scheidsrechter: Koen Brouwer jr. |
|                 |        |                 |           |                                                                                       |

|                 |                |       |     |                                                                                   |
| 26 oktober 1969 | Go Ahead       | 1 – 0 | DWS | Stadion: Vetkampstraat, Deventer Toeschouwers: 10.000 Scheidsrechter: Jan Godding |
| 26 oktober 1969 | Kees Aarts 14' |       |     | Stadion: Vetkampstraat, Deventer Toeschouwers: 10.000 Scheidsrechter: Jan Godding |
| 26 oktober 1969 |                |       |     | Stadion: Vetkampstraat, Deventer Toeschouwers: 10.000 Scheidsrechter: Jan Godding |
| 26 oktober 1969 |                |       |     | Stadion: Vetkampstraat, Deventer Toeschouwers: 10.000 Scheidsrechter: Jan Godding |
|                 |                |       |     |                                                                                   |

|                 |         |                     |     |                                                                                     |
| 26 oktober 1969 | Haarlem | 0 – 1               | PSV | Stadion: Jan Gijzenkade, Haarlem Toeschouwers: 16.000 Scheidsrechter: Joop Vervoort |
| 26 oktober 1969 |         | 18' Wietse Veenstra |     | Stadion: Jan Gijzenkade, Haarlem Toeschouwers: 16.000 Scheidsrechter: Joop Vervoort |
| 26 oktober 1969 |         |                     |     | Stadion: Jan Gijzenkade, Haarlem Toeschouwers: 16.000 Scheidsrechter: Joop Vervoort |
| 26 oktober 1969 |         |                     |     | Stadion: Jan Gijzenkade, Haarlem Toeschouwers: 16.000 Scheidsrechter: Joop Vervoort |
|                 |         |                     |     |                                                                                     |

## Speelronde 11
|                 |                   |       |      |                                                                                     |
| 2 november 1969 | ADO               | 1 – 0 | GVAV | Stadion: Zuiderparkstadion, Den Haag Toeschouwers: 7.500 Scheidsrechter: Jan Keizer |
| 2 november 1969 | Piet de Zoete 20' |       |      | Stadion: Zuiderparkstadion, Den Haag Toeschouwers: 7.500 Scheidsrechter: Jan Keizer |
| 2 november 1969 |                   |       |      | Stadion: Zuiderparkstadion, Den Haag Toeschouwers: 7.500 Scheidsrechter: Jan Keizer |
| 2 november 1969 |                   |       |      | Stadion: Zuiderparkstadion, Den Haag Toeschouwers: 7.500 Scheidsrechter: Jan Keizer |
|                 |                   |       |      |                                                                                     |

|                 |     |             |        |                                       |
| 2 november 1969 | DWS | 0 – 2       | Sparta | Stadion: Olympisch Stadion, Amsterdam |
| 2 november 1969 |     | Goal · Goal |        | Stadion: Olympisch Stadion, Amsterdam |
| 2 november 1969 |     |             |        | Stadion: Olympisch Stadion, Amsterdam |
| 2 november 1969 |     |             |        | Stadion: Olympisch Stadion, Amsterdam |
|                 |     |             |        |                                       |

|                 |                         |       |      |                                                                                          |
| 2 november 1969 | Feijenoord              | 1 – 0 | Ajax | Stadion: Stadion Feijenoord, Rotterdam Toeschouwers: 67.000 Scheidsrechter: Jef Dorpmans |
| 2 november 1969 | Theo van Duivenbode 87' |       |      | Stadion: Stadion Feijenoord, Rotterdam Toeschouwers: 67.000 Scheidsrechter: Jef Dorpmans |
| 2 november 1969 |                         |       |      | Stadion: Stadion Feijenoord, Rotterdam Toeschouwers: 67.000 Scheidsrechter: Jef Dorpmans |
| 2 november 1969 |                         |       |      | Stadion: Stadion Feijenoord, Rotterdam Toeschouwers: 67.000 Scheidsrechter: Jef Dorpmans |
|                 |                         |       |      |                                                                                          |

|                 |                    |       |                                                |                          |
| 2 november 1969 | SVV                | 3 – 7 | MVV                                            | Stadion: Harga, Schiedam |
| 2 november 1969 | Goal · Goal · Goal |       | Goal · Goal · Goal · Goal · Goal · Goal · Goal | Stadion: Harga, Schiedam |
| 2 november 1969 |                    |       |                                                | Stadion: Harga, Schiedam |
| 2 november 1969 |                    |       |                                                | Stadion: Harga, Schiedam |
|                 |                    |       |                                                |                          |

|                 |                        |       |         |                                                                                       |
| 2 november 1969 | FC Twente              | 1 – 0 | Haarlem | Stadion: Het Diekman, Enschede Toeschouwers: 15.500 Scheidsrechter: Leo van der Kroft |
| 2 november 1969 | Issy ten Donkelaar 83' |       |         | Stadion: Het Diekman, Enschede Toeschouwers: 15.500 Scheidsrechter: Leo van der Kroft |
| 2 november 1969 |                        |       |         | Stadion: Het Diekman, Enschede Toeschouwers: 15.500 Scheidsrechter: Leo van der Kroft |
| 2 november 1969 |                        |       |         | Stadion: Het Diekman, Enschede Toeschouwers: 15.500 Scheidsrechter: Leo van der Kroft |
|                 |                        |       |         |                                                                                       |

|                 |     |       |        |                                                                            |
| 2 november 1969 | NAC | 0 – 0 | N.E.C. | Stadion: Beatrixstraat, Breda Toeschouwers: 10.000 Scheidsrechter: Ton Bom |
| 2 november 1969 |     |       |        | Stadion: Beatrixstraat, Breda Toeschouwers: 10.000 Scheidsrechter: Ton Bom |
| 2 november 1969 |     |       |        | Stadion: Beatrixstraat, Breda Toeschouwers: 10.000 Scheidsrechter: Ton Bom |
| 2 november 1969 |     |       |        | Stadion: Beatrixstraat, Breda Toeschouwers: 10.000 Scheidsrechter: Ton Bom |
|                 |     |       |        |                                                                            |

|                 |                           |       |               |                                     |
| 2 november 1969 | PSV                       | 4 – 1 | Holland Sport | Stadion: Philips Stadion, Eindhoven |
| 2 november 1969 | Goal · Goal · Goal · Goal |       | Goal          | Stadion: Philips Stadion, Eindhoven |
| 2 november 1969 |                           |       |               | Stadion: Philips Stadion, Eindhoven |
| 2 november 1969 |                           |       |               | Stadion: Philips Stadion, Eindhoven |
|                 |                           |       |               |                                     |

|                 |                   |       |                |                                                                               |
| 2 november 1969 | Telstar           | 1 – 1 | Go Ahead       | Stadion: Schoonenberg, Velsen Toeschouwers: 6.500 Scheidsrechter: Frans Derks |
| 2 november 1969 | Cees de Vries 61' |       | 15' Kees Aarts | Stadion: Schoonenberg, Velsen Toeschouwers: 6.500 Scheidsrechter: Frans Derks |
| 2 november 1969 |                   |       |                | Stadion: Schoonenberg, Velsen Toeschouwers: 6.500 Scheidsrechter: Frans Derks |
| 2 november 1969 |                   |       |                | Stadion: Schoonenberg, Velsen Toeschouwers: 6.500 Scheidsrechter: Frans Derks |
|                 |                   |       |                |                                                                               |

|                 |     |             |        |                               |
| 2 november 1969 | DOS | 0 – 2       | AZ '67 | Stadion: Galgenwaard, Utrecht |
| 2 november 1969 |     | Goal · Goal |        | Stadion: Galgenwaard, Utrecht |
| 2 november 1969 |     |             |        | Stadion: Galgenwaard, Utrecht |
| 2 november 1969 |     |             |        | Stadion: Galgenwaard, Utrecht |
|                 |     |             |        |                               |

## Speelronde 12
|                 |      |                    |     |                                |
| 7 november 1969 | GVAV | 0 – 3              | PSV | Stadion: Oosterpark, Groningen |
| 7 november 1969 |      | Goal · Goal · Goal |     | Stadion: Oosterpark, Groningen |
| 7 november 1969 |      |                    |     | Stadion: Oosterpark, Groningen |
| 7 november 1969 |      |                    |     | Stadion: Oosterpark, Groningen |
|                 |      |                    |     |                                |

|                 |             |       |      |                             |
| 9 november 1969 | Ajax        | 2 – 1 | NAC  | Stadion: De Meer, Amsterdam |
| 9 november 1969 | Goal · Goal |       | Goal | Stadion: De Meer, Amsterdam |
| 9 november 1969 |             |       |      | Stadion: De Meer, Amsterdam |
| 9 november 1969 |             |       |      | Stadion: De Meer, Amsterdam |
|                 |             |       |      |                             |

|                 |                    |       |           |                             |
| 9 november 1969 | Holland Sport      | 3 – 1 | FC Twente | Stadion: Houtrust, Den Haag |
| 9 november 1969 | Goal · Goal · Goal |       | Goal      | Stadion: Houtrust, Den Haag |
| 9 november 1969 |                    |       |           | Stadion: Houtrust, Den Haag |
| 9 november 1969 |                    |       |           | Stadion: Houtrust, Den Haag |
|                 |                    |       |           |                             |

|                 |                    |       |             |                                 |
| 9 november 1969 | Sparta             | 3 – 2 | Telstar     | Stadion: Het Kasteel, Rotterdam |
| 9 november 1969 | Goal · Goal · Goal |       | Goal · Goal | Stadion: Het Kasteel, Rotterdam |
| 9 november 1969 |                    |       |             | Stadion: Het Kasteel, Rotterdam |
| 9 november 1969 |                    |       |             | Stadion: Het Kasteel, Rotterdam |
|                 |                    |       |             |                                 |

|                 |                        |       |     |                                                                                       |
| 9 november 1969 | Go Ahead               | 1 – 0 | SVV | Stadion: Vetkampstraat, Deventer Toeschouwers: 8.000 Scheidsrechter: Gerard Klaassens |
| 9 november 1969 | Gerrit van Tilburg 40' |       |     | Stadion: Vetkampstraat, Deventer Toeschouwers: 8.000 Scheidsrechter: Gerard Klaassens |
| 9 november 1969 |                        |       |     | Stadion: Vetkampstraat, Deventer Toeschouwers: 8.000 Scheidsrechter: Gerard Klaassens |
| 9 november 1969 |                        |       |     | Stadion: Vetkampstraat, Deventer Toeschouwers: 8.000 Scheidsrechter: Gerard Klaassens |
|                 |                        |       |     |                                                                                       |

|                 |             |       |             |                                  |
| 9 november 1969 | MVV         | 2 – 2 | ADO         | Stadion: De Geusselt, Maastricht |
| 9 november 1969 | Goal · Goal |       | Goal · Goal | Stadion: De Geusselt, Maastricht |
| 9 november 1969 |             |       |             | Stadion: De Geusselt, Maastricht |
| 9 november 1969 |             |       |             | Stadion: De Geusselt, Maastricht |
|                 |             |       |             |                                  |

|                 |                       |       |     |                                                                                     |
| 9 november 1969 | N.E.C.                | 1 – 0 | DWS | Stadion: Goffertstadion, Nijmegen Toeschouwers: 9.000 Scheidsrechter: Joop Vervoort |
| 9 november 1969 | Jürgen Jendrossek 32' |       |     | Stadion: Goffertstadion, Nijmegen Toeschouwers: 9.000 Scheidsrechter: Joop Vervoort |
| 9 november 1969 |                       |       |     | Stadion: Goffertstadion, Nijmegen Toeschouwers: 9.000 Scheidsrechter: Joop Vervoort |
| 9 november 1969 |                       |       |     | Stadion: Goffertstadion, Nijmegen Toeschouwers: 9.000 Scheidsrechter: Joop Vervoort |
|                 |                       |       |     |                                                                                     |

|                 |         |       |     |                                                                                  |
| 9 november 1969 | Haarlem | 0 – 0 | DOS | Stadion: Jan Gijzenkade, Haarlem Toeschouwers: 4.500 Scheidsrechter: Wim Schalks |
| 9 november 1969 |         |       |     | Stadion: Jan Gijzenkade, Haarlem Toeschouwers: 4.500 Scheidsrechter: Wim Schalks |
| 9 november 1969 |         |       |     | Stadion: Jan Gijzenkade, Haarlem Toeschouwers: 4.500 Scheidsrechter: Wim Schalks |
| 9 november 1969 |         |       |     | Stadion: Jan Gijzenkade, Haarlem Toeschouwers: 4.500 Scheidsrechter: Wim Schalks |
|                 |         |       |     |                                                                                  |

|                  |                       |       |                  |                                                                                   |
| 14 december 1969 | AZ '67                | 1 – 1 | Feijenoord       | Stadion: Alkmaarderhout, Alkmaar Toeschouwers: 18.000 Scheidsrechter: Frans Derks |
| 14 december 1969 | Gerard Vredenburg 32' |       | 77' Rinus Israël | Stadion: Alkmaarderhout, Alkmaar Toeschouwers: 18.000 Scheidsrechter: Frans Derks |
| 14 december 1969 |                       |       |                  | Stadion: Alkmaarderhout, Alkmaar Toeschouwers: 18.000 Scheidsrechter: Frans Derks |
| 14 december 1969 |                       |       |                  | Stadion: Alkmaarderhout, Alkmaar Toeschouwers: 18.000 Scheidsrechter: Frans Derks |
|                  |                       |       |                  |                                                                                   |

## Speelronde 13
|                  |     |       |          |                                                                                       |
| 16 november 1969 | ADO | 0 – 0 | Go Ahead | Stadion: Zuiderparkstadion, Den Haag Toeschouwers: 8.000 Scheidsrechter: Henk Klopper |
| 16 november 1969 |     |       |          | Stadion: Zuiderparkstadion, Den Haag Toeschouwers: 8.000 Scheidsrechter: Henk Klopper |
| 16 november 1969 |     |       |          | Stadion: Zuiderparkstadion, Den Haag Toeschouwers: 8.000 Scheidsrechter: Henk Klopper |
| 16 november 1969 |     |       |          | Stadion: Zuiderparkstadion, Den Haag Toeschouwers: 8.000 Scheidsrechter: Henk Klopper |
|                  |     |       |          |                                                                                       |

|                  |     |                                   |      |                                                                                           |
| 16 november 1969 | DWS | 0 – 2                             | Ajax | Stadion: Olympisch Stadion, Amsterdam Toeschouwers: 21.000 Scheidsrechter: Lau van Ravens |
| 16 november 1969 |     | 27' Piet Keizer 64' Dick van Dijk |      | Stadion: Olympisch Stadion, Amsterdam Toeschouwers: 21.000 Scheidsrechter: Lau van Ravens |
| 16 november 1969 |     |                                   |      | Stadion: Olympisch Stadion, Amsterdam Toeschouwers: 21.000 Scheidsrechter: Lau van Ravens |
| 16 november 1969 |     |                                   |      | Stadion: Olympisch Stadion, Amsterdam Toeschouwers: 21.000 Scheidsrechter: Lau van Ravens |
|                  |     |                                   |      |                                                                                           |

|                  |                           |       |         |                                        |
| 16 november 1969 | Feijenoord                | 4 – 0 | Haarlem | Stadion: Stadion Feijenoord, Rotterdam |
| 16 november 1969 | Goal · Goal · Goal · Goal |       |         | Stadion: Stadion Feijenoord, Rotterdam |
| 16 november 1969 |                           |       |         | Stadion: Stadion Feijenoord, Rotterdam |
| 16 november 1969 |                           |       |         | Stadion: Stadion Feijenoord, Rotterdam |
|                  |                           |       |         |                                        |

|                  |             |       |             |                          |
| 16 november 1969 | SVV         | 2 – 2 | Sparta      | Stadion: Harga, Schiedam |
| 16 november 1969 | Goal · Goal |       | Goal · Goal | Stadion: Harga, Schiedam |
| 16 november 1969 |             |       |             | Stadion: Harga, Schiedam |
| 16 november 1969 |             |       |             | Stadion: Harga, Schiedam |
|                  |             |       |             |                          |

|                  |                     |       |                |                                                                                   |
| 16 november 1969 | FC Twente           | 1 – 1 | PSV            | Stadion: Het Diekman, Enschede Toeschouwers: 14.000 Scheidsrechter: Joop Vervoort |
| 16 november 1969 | Willem de Vries 80' |       | 40' Nico Mares | Stadion: Het Diekman, Enschede Toeschouwers: 14.000 Scheidsrechter: Joop Vervoort |
| 16 november 1969 |                     |       |                | Stadion: Het Diekman, Enschede Toeschouwers: 14.000 Scheidsrechter: Joop Vervoort |
| 16 november 1969 |                     |       |                | Stadion: Het Diekman, Enschede Toeschouwers: 14.000 Scheidsrechter: Joop Vervoort |
|                  |                     |       |                |                                                                                   |

|                  |             |       |      |                                  |
| 16 november 1969 | MVV         | 2 – 0 | GVAV | Stadion: De Geusselt, Maastricht |
| 16 november 1969 | Goal · Goal |       |      | Stadion: De Geusselt, Maastricht |
| 16 november 1969 |             |       |      | Stadion: De Geusselt, Maastricht |
| 16 november 1969 |             |       |      | Stadion: De Geusselt, Maastricht |
|                  |             |       |      |                                  |

|                  |             |       |             |                               |
| 16 november 1969 | NAC         | 2 – 2 | AZ '67      | Stadion: Beatrixstraat, Breda |
| 16 november 1969 | Goal · Goal |       | Goal · Goal | Stadion: Beatrixstraat, Breda |
| 16 november 1969 |             |       |             | Stadion: Beatrixstraat, Breda |
| 16 november 1969 |             |       |             | Stadion: Beatrixstraat, Breda |
|                  |             |       |             |                               |

|                  |         |                   |        |                                                                                |
| 16 november 1969 | Telstar | 0 – 1             | N.E.C. | Stadion: Schoonenberg, Velsen Toeschouwers: 5.000 Scheidsrechter: Jef Dorpmans |
| 16 november 1969 |         | 14' Henk Vleeming |        | Stadion: Schoonenberg, Velsen Toeschouwers: 5.000 Scheidsrechter: Jef Dorpmans |
| 16 november 1969 |         |                   |        | Stadion: Schoonenberg, Velsen Toeschouwers: 5.000 Scheidsrechter: Jef Dorpmans |
| 16 november 1969 |         |                   |        | Stadion: Schoonenberg, Velsen Toeschouwers: 5.000 Scheidsrechter: Jef Dorpmans |
|                  |         |                   |        |                                                                                |

|                  |     |                 |               |                                                                                   |
| 16 november 1969 | DOS | 0 – 1           | Holland Sport | Stadion: Galgenwaard, Utrecht Toeschouwers: 7.500 Scheidsrechter: Arie van Gemert |
| 16 november 1969 |     | 45' Jan Boskamp |               | Stadion: Galgenwaard, Utrecht Toeschouwers: 7.500 Scheidsrechter: Arie van Gemert |
| 16 november 1969 |     |                 |               | Stadion: Galgenwaard, Utrecht Toeschouwers: 7.500 Scheidsrechter: Arie van Gemert |
| 16 november 1969 |     |                 |               | Stadion: Galgenwaard, Utrecht Toeschouwers: 7.500 Scheidsrechter: Arie van Gemert |
|                  |     |                 |               |                                                                                   |

## Speelronde 14
|                  |                  |       |     |                                                                                      |
| 21 november 1969 | PSV              | 1 – 0 | DOS | Stadion: Philips Stadion, Eindhoven Toeschouwers: 14.000 Scheidsrechter: Jan Godding |
| 21 november 1969 | Peter Ressel 31' |       |     | Stadion: Philips Stadion, Eindhoven Toeschouwers: 14.000 Scheidsrechter: Jan Godding |
| 21 november 1969 |                  |       |     | Stadion: Philips Stadion, Eindhoven Toeschouwers: 14.000 Scheidsrechter: Jan Godding |
| 21 november 1969 |                  |       |     | Stadion: Philips Stadion, Eindhoven Toeschouwers: 14.000 Scheidsrechter: Jan Godding |
|                  |                  |       |     |                                                                                      |

|                  |               |       |            |                                                                               |
| 22 november 1969 | Holland Sport | 0 – 0 | Feijenoord | Stadion: Houtrust, Den Haag Toeschouwers: 25.000 Scheidsrechter: Jef Dorpmans |
| 22 november 1969 |               |       |            | Stadion: Houtrust, Den Haag Toeschouwers: 25.000 Scheidsrechter: Jef Dorpmans |
| 22 november 1969 |               |       |            | Stadion: Houtrust, Den Haag Toeschouwers: 25.000 Scheidsrechter: Jef Dorpmans |
| 22 november 1969 |               |       |            | Stadion: Houtrust, Den Haag Toeschouwers: 25.000 Scheidsrechter: Jef Dorpmans |
|                  |               |       |            |                                                                               |

|                  |                           |       |         |                             |
| 23 november 1969 | Ajax                      | 4 – 1 | Telstar | Stadion: De Meer, Amsterdam |
| 23 november 1969 | Goal · Goal · Goal · Goal |       | Goal    | Stadion: De Meer, Amsterdam |
| 23 november 1969 |                           |       |         | Stadion: De Meer, Amsterdam |
| 23 november 1969 |                           |       |         | Stadion: De Meer, Amsterdam |
|                  |                           |       |         |                             |

|                  |      |       |           |                                                                                 |
| 23 november 1969 | GVAV | 0 – 0 | FC Twente | Stadion: Oosterpark, Groningen Toeschouwers: 10.000 Scheidsrechter: Wim Schalks |
| 23 november 1969 |      |       |           | Stadion: Oosterpark, Groningen Toeschouwers: 10.000 Scheidsrechter: Wim Schalks |
| 23 november 1969 |      |       |           | Stadion: Oosterpark, Groningen Toeschouwers: 10.000 Scheidsrechter: Wim Schalks |
| 23 november 1969 |      |       |           | Stadion: Oosterpark, Groningen Toeschouwers: 10.000 Scheidsrechter: Wim Schalks |
|                  |      |       |           |                                                                                 |

|                  |        |       |             |                                 |
| 23 november 1969 | Sparta | 1 – 2 | ADO         | Stadion: Het Kasteel, Rotterdam |
| 23 november 1969 | Goal   |       | Goal · Goal | Stadion: Het Kasteel, Rotterdam |
| 23 november 1969 |        |       |             | Stadion: Het Kasteel, Rotterdam |
| 23 november 1969 |        |       |             | Stadion: Het Kasteel, Rotterdam |
|                  |        |       |             |                                 |

|                  |                    |       |      |                                  |
| 23 november 1969 | AZ '67             | 3 – 1 | DWS  | Stadion: Alkmaarderhout, Alkmaar |
| 23 november 1969 | Goal · Goal · Goal |       | Goal | Stadion: Alkmaarderhout, Alkmaar |
| 23 november 1969 |                    |       |      | Stadion: Alkmaarderhout, Alkmaar |
| 23 november 1969 |                    |       |      | Stadion: Alkmaarderhout, Alkmaar |
|                  |                    |       |      |                                  |

|                  |                    |       |                    |                                  |
| 23 november 1969 | Go Ahead           | 3 – 3 | MVV                | Stadion: Vetkampstraat, Deventer |
| 23 november 1969 | Goal · Goal · Goal |       | Goal · Goal · Goal | Stadion: Vetkampstraat, Deventer |
| 23 november 1969 |                    |       |                    | Stadion: Vetkampstraat, Deventer |
| 23 november 1969 |                    |       |                    | Stadion: Vetkampstraat, Deventer |
|                  |                    |       |                    |                                  |

|                  |             |       |      |                                  |
| 23 november 1969 | Haarlem     | 2 – 1 | NAC  | Stadion: Jan Gijzenkade, Haarlem |
| 23 november 1969 | Goal · Goal |       | Goal | Stadion: Jan Gijzenkade, Haarlem |
| 23 november 1969 |             |       |      | Stadion: Jan Gijzenkade, Haarlem |
| 23 november 1969 |             |       |      | Stadion: Jan Gijzenkade, Haarlem |
|                  |             |       |      |                                  |

|                  |                           |       |     |                                   |
| 23 november 1969 | N.E.C.                    | 4 – 0 | SVV | Stadion: Goffertstadion, Nijmegen |
| 23 november 1969 | Goal · Goal · Goal · Goal |       |     | Stadion: Goffertstadion, Nijmegen |
| 23 november 1969 |                           |       |     | Stadion: Goffertstadion, Nijmegen |
| 23 november 1969 |                           |       |     | Stadion: Goffertstadion, Nijmegen |
|                  |                           |       |     |                                   |

## Speelronde 15
|                  |     |       |        |                                                                                       |
| 30 november 1969 | ADO | 0 – 0 | N.E.C. | Stadion: Zuiderparkstadion, Den Haag Toeschouwers: 10.000 Scheidsrechter: Wim Schalks |
| 30 november 1969 |     |       |        | Stadion: Zuiderparkstadion, Den Haag Toeschouwers: 10.000 Scheidsrechter: Wim Schalks |
| 30 november 1969 |     |       |        | Stadion: Zuiderparkstadion, Den Haag Toeschouwers: 10.000 Scheidsrechter: Wim Schalks |
| 30 november 1969 |     |       |        | Stadion: Zuiderparkstadion, Den Haag Toeschouwers: 10.000 Scheidsrechter: Wim Schalks |
|                  |     |       |        |                                                                                       |

|                  |                  |       |                |                                                                                           |
| 30 november 1969 | DWS              | 1 – 1 | Haarlem        | Stadion: Olympisch Stadion, Amsterdam Toeschouwers: 5.000 Scheidsrechter: Arie van Gemert |
| 30 november 1969 | Finn Seemann 79' |       | 61' Fred Jaski | Stadion: Olympisch Stadion, Amsterdam Toeschouwers: 5.000 Scheidsrechter: Arie van Gemert |
| 30 november 1969 |                  |       |                | Stadion: Olympisch Stadion, Amsterdam Toeschouwers: 5.000 Scheidsrechter: Arie van Gemert |
| 30 november 1969 |                  |       |                | Stadion: Olympisch Stadion, Amsterdam Toeschouwers: 5.000 Scheidsrechter: Arie van Gemert |
|                  |                  |       |                |                                                                                           |

|                  |     |                                         |      |                          |
| 30 november 1969 | SVV | 0 – 6                                   | Ajax | Stadion: Harga, Schiedam |
| 30 november 1969 |     | Goal · Goal · Goal · Goal · Goal · Goal |      | Stadion: Harga, Schiedam |
| 30 november 1969 |     |                                         |      | Stadion: Harga, Schiedam |
| 30 november 1969 |     |                                         |      | Stadion: Harga, Schiedam |
|                  |     |                                         |      |                          |

|                  |                          |       |                            |                                                                                        |
| 30 november 1969 | Go Ahead                 | 1 – 1 | GVAV                       | Stadion: Vetkampstraat, Deventer Toeschouwers: 6.000 Scheidsrechter: Leo van der Kroft |
| 30 november 1969 | Albert van der Weide 38' |       | 73' (pen.) Henk Oosterwold | Stadion: Vetkampstraat, Deventer Toeschouwers: 6.000 Scheidsrechter: Leo van der Kroft |
| 30 november 1969 |                          |       |                            | Stadion: Vetkampstraat, Deventer Toeschouwers: 6.000 Scheidsrechter: Leo van der Kroft |
| 30 november 1969 |                          |       |                            | Stadion: Vetkampstraat, Deventer Toeschouwers: 6.000 Scheidsrechter: Leo van der Kroft |
|                  |                          |       |                            |                                                                                        |

|                  |             |       |        |                                  |
| 30 november 1969 | MVV         | 2 – 1 | Sparta | Stadion: De Geusselt, Maastricht |
| 30 november 1969 | Goal · Goal |       | Goal   | Stadion: De Geusselt, Maastricht |
| 30 november 1969 |             |       |        | Stadion: De Geusselt, Maastricht |
| 30 november 1969 |             |       |        | Stadion: De Geusselt, Maastricht |
|                  |             |       |        |                                  |

|                  |         |                    |        |                               |
| 30 november 1969 | Telstar | 0 – 3              | AZ '67 | Stadion: Schoonenberg, Velsen |
| 30 november 1969 |         | Goal · Goal · Goal |        | Stadion: Schoonenberg, Velsen |
| 30 november 1969 |         |                    |        | Stadion: Schoonenberg, Velsen |
| 30 november 1969 |         |                    |        | Stadion: Schoonenberg, Velsen |
|                  |         |                    |        |                               |

|                  |                 |       |                    |                                                                               |
| 30 november 1969 | DOS             | 1 – 1 | FC Twente          | Stadion: Galgenwaard, Utrecht Toeschouwers: 7.500 Scheidsrechter: Henk Pijper |
| 30 november 1969 | Cor Adelaar 26' |       | 64' Uwe Blotenberg | Stadion: Galgenwaard, Utrecht Toeschouwers: 7.500 Scheidsrechter: Henk Pijper |
| 30 november 1969 |                 |       |                    | Stadion: Galgenwaard, Utrecht Toeschouwers: 7.500 Scheidsrechter: Henk Pijper |
| 30 november 1969 |                 |       |                    | Stadion: Galgenwaard, Utrecht Toeschouwers: 7.500 Scheidsrechter: Henk Pijper |
|                  |                 |       |                    |                                                                               |

|                 |                  |       |     |                                                                                          |
| 2 december 1969 | Feijenoord       | 1 – 0 | PSV | Stadion: Stadion Feijenoord, Rotterdam Toeschouwers: 67.000 Scheidsrechter: Theo Boosten |
| 2 december 1969 | Ove Kindvall 22' |       |     | Stadion: Stadion Feijenoord, Rotterdam Toeschouwers: 67.000 Scheidsrechter: Theo Boosten |
| 2 december 1969 |                  |       |     | Stadion: Stadion Feijenoord, Rotterdam Toeschouwers: 67.000 Scheidsrechter: Theo Boosten |
| 2 december 1969 |                  |       |     | Stadion: Stadion Feijenoord, Rotterdam Toeschouwers: 67.000 Scheidsrechter: Theo Boosten |
|                 |                  |       |     |                                                                                          |

|               |             |       |                    |                               |
| 22 maart 1970 | NAC         | 2 – 3 | Holland Sport      | Stadion: Beatrixstraat, Breda |
| 22 maart 1970 | Goal · Goal |       | Goal · Goal · Goal | Stadion: Beatrixstraat, Breda |
| 22 maart 1970 |             |       |                    | Stadion: Beatrixstraat, Breda |
| 22 maart 1970 |             |       |                    | Stadion: Beatrixstraat, Breda |
|               |             |       |                    |                               |

## Speelronde 16
|                 |             |       |      |                             |
| 7 december 1969 | Ajax        | 2 – 1 | ADO  | Stadion: De Meer, Amsterdam |
| 7 december 1969 | Goal · Goal |       | Goal | Stadion: De Meer, Amsterdam |
| 7 december 1969 |             |       |      | Stadion: De Meer, Amsterdam |
| 7 december 1969 |             |       |      | Stadion: De Meer, Amsterdam |
|                 |             |       |      |                             |

|                 |                    |       |     |                             |
| 7 december 1969 | Holland Sport      | 3 – 0 | DWS | Stadion: Houtrust, Den Haag |
| 7 december 1969 | Goal · Goal · Goal |       |     | Stadion: Houtrust, Den Haag |
| 7 december 1969 |                    |       |     | Stadion: Houtrust, Den Haag |
| 7 december 1969 |                    |       |     | Stadion: Houtrust, Den Haag |
|                 |                    |       |     |                             |

|                 |                    |       |          |                                 |
| 7 december 1969 | Sparta             | 3 – 0 | Go Ahead | Stadion: Het Kasteel, Rotterdam |
| 7 december 1969 | Goal · Goal · Goal |       |          | Stadion: Het Kasteel, Rotterdam |
| 7 december 1969 |                    |       |          | Stadion: Het Kasteel, Rotterdam |
| 7 december 1969 |                    |       |          | Stadion: Het Kasteel, Rotterdam |
|                 |                    |       |          |                                 |

|                 |                           |       |     |                                                                                      |
| 7 december 1969 | AZ '67                    | 1 – 0 | SVV | Stadion: Alkmaarderhout, Alkmaar Toeschouwers: 8.500 Scheidsrechter: Joop Bentvelzen |
| 7 december 1969 | Joop Langhorst 80' (e.d.) |       |     | Stadion: Alkmaarderhout, Alkmaar Toeschouwers: 8.500 Scheidsrechter: Joop Bentvelzen |
| 7 december 1969 |                           |       |     | Stadion: Alkmaarderhout, Alkmaar Toeschouwers: 8.500 Scheidsrechter: Joop Bentvelzen |
| 7 december 1969 |                           |       |     | Stadion: Alkmaarderhout, Alkmaar Toeschouwers: 8.500 Scheidsrechter: Joop Bentvelzen |
|                 |                           |       |     |                                                                                      |

|                 |                    |       |                  |                                                                                     |
| 7 december 1969 | FC Twente          | 1 – 1 | Feijenoord       | Stadion: Het Diekman, Enschede Toeschouwers: 22.000 Scheidsrechter: Arie van Gemert |
| 7 december 1969 | Theo Pahlplatz 90' |       | 40' Ove Kindvall | Stadion: Het Diekman, Enschede Toeschouwers: 22.000 Scheidsrechter: Arie van Gemert |
| 7 december 1969 |                    |       |                  | Stadion: Het Diekman, Enschede Toeschouwers: 22.000 Scheidsrechter: Arie van Gemert |
| 7 december 1969 |                    |       |                  | Stadion: Het Diekman, Enschede Toeschouwers: 22.000 Scheidsrechter: Arie van Gemert |
|                 |                    |       |                  |                                                                                     |

|                 |                    |       |                |                                                                                     |
| 7 december 1969 | Haarlem            | 1 – 1 | Telstar        | Stadion: Jan Gijzenkade, Haarlem Toeschouwers: 8.000 Scheidsrechter: Lau van Ravens |
| 7 december 1969 | Dries Boszhard 86' |       | 3' Ger Clement | Stadion: Jan Gijzenkade, Haarlem Toeschouwers: 8.000 Scheidsrechter: Lau van Ravens |
| 7 december 1969 |                    |       |                | Stadion: Jan Gijzenkade, Haarlem Toeschouwers: 8.000 Scheidsrechter: Lau van Ravens |
| 7 december 1969 |                    |       |                | Stadion: Jan Gijzenkade, Haarlem Toeschouwers: 8.000 Scheidsrechter: Lau van Ravens |
|                 |                    |       |                |                                                                                     |

|                 |        |       |     |                                                                                    |
| 7 december 1969 | N.E.C. | 0 – 0 | MVV | Stadion: Goffertstadion, Nijmegen Toeschouwers: 13.000 Scheidsrechter: Henk Pijper |
| 7 december 1969 |        |       |     | Stadion: Goffertstadion, Nijmegen Toeschouwers: 13.000 Scheidsrechter: Henk Pijper |
| 7 december 1969 |        |       |     | Stadion: Goffertstadion, Nijmegen Toeschouwers: 13.000 Scheidsrechter: Henk Pijper |
| 7 december 1969 |        |       |     | Stadion: Goffertstadion, Nijmegen Toeschouwers: 13.000 Scheidsrechter: Henk Pijper |
|                 |        |       |     |                                                                                    |

|                 |                    |       |      |                                     |
| 7 december 1969 | PSV                | 3 – 1 | NAC  | Stadion: Philips Stadion, Eindhoven |
| 7 december 1969 | Goal · Goal · Goal |       | Goal | Stadion: Philips Stadion, Eindhoven |
| 7 december 1969 |                    |       |      | Stadion: Philips Stadion, Eindhoven |
| 7 december 1969 |                    |       |      | Stadion: Philips Stadion, Eindhoven |
|                 |                    |       |      |                                     |

|                 |             |       |      |                               |
| 7 december 1969 | DOS         | 2 – 0 | GVAV | Stadion: Galgenwaard, Utrecht |
| 7 december 1969 | Goal · Goal |       |      | Stadion: Galgenwaard, Utrecht |
| 7 december 1969 |             |       |      | Stadion: Galgenwaard, Utrecht |
| 7 december 1969 |             |       |      | Stadion: Galgenwaard, Utrecht |
|                 |             |       |      |                               |

## Speelronde 17
|                  |     |       |         |                                                                                            |
| 28 december 1969 | ADO | 0 – 0 | Haarlem | Stadion: Zuiderparkstadion, Den Haag Toeschouwers: 7.000 Scheidsrechter: Ben Hoppenbrouwer |
| 28 december 1969 |     |       |         | Stadion: Zuiderparkstadion, Den Haag Toeschouwers: 7.000 Scheidsrechter: Ben Hoppenbrouwer |
| 28 december 1969 |     |       |         | Stadion: Zuiderparkstadion, Den Haag Toeschouwers: 7.000 Scheidsrechter: Ben Hoppenbrouwer |
| 28 december 1969 |     |       |         | Stadion: Zuiderparkstadion, Den Haag Toeschouwers: 7.000 Scheidsrechter: Ben Hoppenbrouwer |
|                  |     |       |         |                                                                                            |

|                  |     |                |           |                                                                                   |
| 28 december 1969 | DWS | 0 – 1          | FC Twente | Stadion: Olympisch Stadion, Amsterdam Toeschouwers: 2.000 Scheidsrechter: Ton Bom |
| 28 december 1969 |     | 49' Antal Nagy |           | Stadion: Olympisch Stadion, Amsterdam Toeschouwers: 2.000 Scheidsrechter: Ton Bom |
| 28 december 1969 |     |                |           | Stadion: Olympisch Stadion, Amsterdam Toeschouwers: 2.000 Scheidsrechter: Ton Bom |
| 28 december 1969 |     |                |           | Stadion: Olympisch Stadion, Amsterdam Toeschouwers: 2.000 Scheidsrechter: Ton Bom |
|                  |     |                |           |                                                                                   |

|                  |                    |       |        |                                 |
| 28 december 1969 | Sparta             | 3 – 1 | N.E.C. | Stadion: Het Kasteel, Rotterdam |
| 28 december 1969 | Goal · Goal · Goal |       | Goal   | Stadion: Het Kasteel, Rotterdam |
| 28 december 1969 |                    |       |        | Stadion: Het Kasteel, Rotterdam |
| 28 december 1969 |                    |       |        | Stadion: Het Kasteel, Rotterdam |
|                  |                    |       |        |                                 |

|                  |     |                            |               |                                                                          |
| 28 december 1969 | SVV | 0 – 1                      | Holland Sport | Stadion: Harga, Schiedam Toeschouwers: 8.000 Scheidsrechter: Frans Derks |
| 28 december 1969 |     | 26' (pen.) Sjaak Roggeveen |               | Stadion: Harga, Schiedam Toeschouwers: 8.000 Scheidsrechter: Frans Derks |
| 28 december 1969 |     |                            |               | Stadion: Harga, Schiedam Toeschouwers: 8.000 Scheidsrechter: Frans Derks |
| 28 december 1969 |     |                            |               | Stadion: Harga, Schiedam Toeschouwers: 8.000 Scheidsrechter: Frans Derks |
|                  |     |                            |               |                                                                          |

|                  |     |                 |        |                                                                                   |
| 28 december 1969 | MVV | 0 – 1           | AZ '67 | Stadion: De Geusselt, Maastricht Toeschouwers: 9.000 Scheidsrechter: Jef Dorpmans |
| 28 december 1969 |     | 7' Chris Dekker |        | Stadion: De Geusselt, Maastricht Toeschouwers: 9.000 Scheidsrechter: Jef Dorpmans |
| 28 december 1969 |     |                 |        | Stadion: De Geusselt, Maastricht Toeschouwers: 9.000 Scheidsrechter: Jef Dorpmans |
| 28 december 1969 |     |                 |        | Stadion: De Geusselt, Maastricht Toeschouwers: 9.000 Scheidsrechter: Jef Dorpmans |
|                  |     |                 |        |                                                                                   |

|                  |             |       |      |                               |
| 28 december 1969 | NAC         | 2 – 1 | DOS  | Stadion: Beatrixstraat, Breda |
| 28 december 1969 | Goal · Goal |       | Goal | Stadion: Beatrixstraat, Breda |
| 28 december 1969 |             |       |      | Stadion: Beatrixstraat, Breda |
| 28 december 1969 |             |       |      | Stadion: Beatrixstraat, Breda |
|                  |             |       |      |                               |

|                  |                    |       |         |                                     |
| 28 december 1969 | PSV                | 3 – 1 | Telstar | Stadion: Philips Stadion, Eindhoven |
| 28 december 1969 | Goal · Goal · Goal |       | Goal    | Stadion: Philips Stadion, Eindhoven |
| 28 december 1969 |                    |       |         | Stadion: Philips Stadion, Eindhoven |
| 28 december 1969 |                    |       |         | Stadion: Philips Stadion, Eindhoven |
|                  |                    |       |         |                                     |

|                  |          |       |                    |                                  |
| 13 februari 1970 | Go Ahead | 1 – 3 | Ajax               | Stadion: Vetkampstraat, Deventer |
| 13 februari 1970 | Goal     |       | Goal · Goal · Goal | Stadion: Vetkampstraat, Deventer |
| 13 februari 1970 |          |       |                    | Stadion: Vetkampstraat, Deventer |
| 13 februari 1970 |          |       |                    | Stadion: Vetkampstraat, Deventer |
|                  |          |       |                    |                                  |

|                  |      |                  |            |                                                                                 |
| 27 februari 1970 | GVAV | 0 – 1            | Feijenoord | Stadion: Oosterpark, Groningen Toeschouwers: 15.000 Scheidsrechter: Wim Schalks |
| 27 februari 1970 |      | 83' Ove Kindvall |            | Stadion: Oosterpark, Groningen Toeschouwers: 15.000 Scheidsrechter: Wim Schalks |
| 27 februari 1970 |      |                  |            | Stadion: Oosterpark, Groningen Toeschouwers: 15.000 Scheidsrechter: Wim Schalks |
| 27 februari 1970 |      |                  |            | Stadion: Oosterpark, Groningen Toeschouwers: 15.000 Scheidsrechter: Wim Schalks |
|                  |      |                  |            |                                                                                 |

## Speelronde 18
|                 |             |       |      |                                      |
| 18 januari 1970 | ADO         | 2 – 1 | PSV  | Stadion: Zuiderparkstadion, Den Haag |
| 18 januari 1970 | Goal · Goal |       | Goal | Stadion: Zuiderparkstadion, Den Haag |
| 18 januari 1970 |             |       |      | Stadion: Zuiderparkstadion, Den Haag |
| 18 januari 1970 |             |       |      | Stadion: Zuiderparkstadion, Den Haag |
|                 |             |       |      |                                      |

|                 |     |                    |            |                                       |
| 18 januari 1970 | DWS | 0 – 3              | Feijenoord | Stadion: Olympisch Stadion, Amsterdam |
| 18 januari 1970 |     | Goal · Goal · Goal |            | Stadion: Olympisch Stadion, Amsterdam |
| 18 januari 1970 |     |                    |            | Stadion: Olympisch Stadion, Amsterdam |
| 18 januari 1970 |     |                    |            | Stadion: Olympisch Stadion, Amsterdam |
|                 |     |                    |            |                                       |

|                 |        |       |        |                                                                                       |
| 18 januari 1970 | Sparta | 0 – 0 | AZ '67 | Stadion: Het Kasteel, Rotterdam Toeschouwers: 8.000 Scheidsrechter: Leo van der Kroft |
| 18 januari 1970 |        |       |        | Stadion: Het Kasteel, Rotterdam Toeschouwers: 8.000 Scheidsrechter: Leo van der Kroft |
| 18 januari 1970 |        |       |        | Stadion: Het Kasteel, Rotterdam Toeschouwers: 8.000 Scheidsrechter: Leo van der Kroft |
| 18 januari 1970 |        |       |        | Stadion: Het Kasteel, Rotterdam Toeschouwers: 8.000 Scheidsrechter: Leo van der Kroft |
|                 |        |       |        |                                                                                       |

|                 |                           |       |           |                                                                          |
| 18 januari 1970 | SVV                       | 1 – 0 | FC Twente | Stadion: Harga, Schiedam Toeschouwers: 9.000 Scheidsrechter: Wim Schalks |
| 18 januari 1970 | Vladimir Ćirić 42' (pen.) |       |           | Stadion: Harga, Schiedam Toeschouwers: 9.000 Scheidsrechter: Wim Schalks |
| 18 januari 1970 |                           |       |           | Stadion: Harga, Schiedam Toeschouwers: 9.000 Scheidsrechter: Wim Schalks |
| 18 januari 1970 |                           |       |           | Stadion: Harga, Schiedam Toeschouwers: 9.000 Scheidsrechter: Wim Schalks |
|                 |                           |       |           |                                                                          |

|                 |             |       |         |                                  |
| 18 januari 1970 | Go Ahead    | 2 – 1 | Haarlem | Stadion: Vetkampstraat, Deventer |
| 18 januari 1970 | Goal · Goal |       | Goal    | Stadion: Vetkampstraat, Deventer |
| 18 januari 1970 |             |       |         | Stadion: Vetkampstraat, Deventer |
| 18 januari 1970 |             |       |         | Stadion: Vetkampstraat, Deventer |
|                 |             |       |         |                                  |

|                 |             |       |               |                                  |
| 18 januari 1970 | MVV         | 2 – 0 | Holland Sport | Stadion: De Geusselt, Maastricht |
| 18 januari 1970 | Goal · Goal |       |               | Stadion: De Geusselt, Maastricht |
| 18 januari 1970 |             |       |               | Stadion: De Geusselt, Maastricht |
| 18 januari 1970 |             |       |               | Stadion: De Geusselt, Maastricht |
|                 |             |       |               |                                  |

|                 |        |       |      |                                                                                        |
| 18 januari 1970 | N.E.C. | 0 – 0 | Ajax | Stadion: Goffertstadion, Nijmegen Toeschouwers: 28.000 Scheidsrechter: Arie van Gemert |
| 18 januari 1970 |        |       |      | Stadion: Goffertstadion, Nijmegen Toeschouwers: 28.000 Scheidsrechter: Arie van Gemert |
| 18 januari 1970 |        |       |      | Stadion: Goffertstadion, Nijmegen Toeschouwers: 28.000 Scheidsrechter: Arie van Gemert |
| 18 januari 1970 |        |       |      | Stadion: Goffertstadion, Nijmegen Toeschouwers: 28.000 Scheidsrechter: Arie van Gemert |
|                 |        |       |      |                                                                                        |

|                 |         |       |             |                               |
| 18 januari 1970 | Telstar | 1 – 2 | DOS         | Stadion: Schoonenberg, Velsen |
| 18 januari 1970 | Goal    |       | Goal · Goal | Stadion: Schoonenberg, Velsen |
| 18 januari 1970 |         |       |             | Stadion: Schoonenberg, Velsen |
| 18 januari 1970 |         |       |             | Stadion: Schoonenberg, Velsen |
|                 |         |       |             |                               |

|               |      |             |     |                                |
| 30 maart 1970 | GVAV | 0 – 2       | NAC | Stadion: Oosterpark, Groningen |
| 30 maart 1970 |      | Goal · Goal |     | Stadion: Oosterpark, Groningen |
| 30 maart 1970 |      |             |     | Stadion: Oosterpark, Groningen |
| 30 maart 1970 |      |             |     | Stadion: Oosterpark, Groningen |
|               |      |             |     |                                |

## Speelronde 19
|                 |             |       |         |                                        |
| 25 januari 1970 | Feijenoord  | 2 – 0 | Telstar | Stadion: Stadion Feijenoord, Rotterdam |
| 25 januari 1970 | Goal · Goal |       |         | Stadion: Stadion Feijenoord, Rotterdam |
| 25 januari 1970 |             |       |         | Stadion: Stadion Feijenoord, Rotterdam |
| 25 januari 1970 |             |       |         | Stadion: Stadion Feijenoord, Rotterdam |
|                 |             |       |         |                                        |

|                 |               |       |             |                             |
| 25 januari 1970 | Holland Sport | 2 – 2 | Go Ahead    | Stadion: Houtrust, Den Haag |
| 25 januari 1970 | Goal · Goal   |       | Goal · Goal | Stadion: Houtrust, Den Haag |
| 25 januari 1970 |               |       |             | Stadion: Houtrust, Den Haag |
| 25 januari 1970 |               |       |             | Stadion: Houtrust, Den Haag |
|                 |               |       |             |                             |

|                 |         |             |        |                                  |
| 25 januari 1970 | Haarlem | 0 – 2       | Sparta | Stadion: Jan Gijzenkade, Haarlem |
| 25 januari 1970 |         | Goal · Goal |        | Stadion: Jan Gijzenkade, Haarlem |
| 25 januari 1970 |         |             |        | Stadion: Jan Gijzenkade, Haarlem |
| 25 januari 1970 |         |             |        | Stadion: Jan Gijzenkade, Haarlem |
|                 |         |             |        |                                  |

|                 |             |       |     |                               |
| 25 januari 1970 | NAC         | 2 – 0 | DWS | Stadion: Beatrixstraat, Breda |
| 25 januari 1970 | Goal · Goal |       |     | Stadion: Beatrixstraat, Breda |
| 25 januari 1970 |             |       |     | Stadion: Beatrixstraat, Breda |
| 25 januari 1970 |             |       |     | Stadion: Beatrixstraat, Breda |
|                 |             |       |     |                               |

|                 |             |       |                           |                                     |
| 25 januari 1970 | PSV         | 2 – 4 | MVV                       | Stadion: Philips Stadion, Eindhoven |
| 25 januari 1970 | Goal · Goal |       | Goal · Goal · Goal · Goal | Stadion: Philips Stadion, Eindhoven |
| 25 januari 1970 |             |       |                           | Stadion: Philips Stadion, Eindhoven |
| 25 januari 1970 |             |       |                           | Stadion: Philips Stadion, Eindhoven |
|                 |             |       |                           |                                     |

|                 |                      |       |     |                                                                                   |
| 25 januari 1970 | DOS                  | 1 – 0 | SVV | Stadion: Galgenwaard, Utrecht Toeschouwers: 8.000 Scheidsrechter: Arie van Gemert |
| 25 januari 1970 | John Steen Olsen 38' |       |     | Stadion: Galgenwaard, Utrecht Toeschouwers: 8.000 Scheidsrechter: Arie van Gemert |
| 25 januari 1970 |                      |       |     | Stadion: Galgenwaard, Utrecht Toeschouwers: 8.000 Scheidsrechter: Arie van Gemert |
| 25 januari 1970 |                      |       |     | Stadion: Galgenwaard, Utrecht Toeschouwers: 8.000 Scheidsrechter: Arie van Gemert |
|                 |                      |       |     |                                                                                   |

|                  |                     |       |                 |                                                                                        |
| 15 februari 1970 | AZ '67              | 1 – 1 | N.E.C.          | Stadion: Alkmaarderhout, Alkmaar Toeschouwers: 4.000 Scheidsrechter: Ben Hoppenbrouwer |
| 15 februari 1970 | Bob van Rijssel 36' |       | 41' Wim Meijers | Stadion: Alkmaarderhout, Alkmaar Toeschouwers: 4.000 Scheidsrechter: Ben Hoppenbrouwer |
| 15 februari 1970 |                     |       |                 | Stadion: Alkmaarderhout, Alkmaar Toeschouwers: 4.000 Scheidsrechter: Ben Hoppenbrouwer |
| 15 februari 1970 |                     |       |                 | Stadion: Alkmaarderhout, Alkmaar Toeschouwers: 4.000 Scheidsrechter: Ben Hoppenbrouwer |
|                  |                     |       |                 |                                                                                        |

|               |                    |       |      |                                |
| 22 maart 1970 | FC Twente          | 3 – 1 | ADO  | Stadion: Het Diekman, Enschede |
| 22 maart 1970 | Goal · Goal · Goal |       | Goal | Stadion: Het Diekman, Enschede |
| 22 maart 1970 |                    |       |      | Stadion: Het Diekman, Enschede |
| 22 maart 1970 |                    |       |      | Stadion: Het Diekman, Enschede |
|               |                    |       |      |                                |

|               |                    |       |      |                             |
| 25 maart 1970 | Ajax               | 3 – 0 | GVAV | Stadion: De Meer, Amsterdam |
| 25 maart 1970 | Goal · Goal · Goal |       |      | Stadion: De Meer, Amsterdam |
| 25 maart 1970 |                    |       |      | Stadion: De Meer, Amsterdam |
| 25 maart 1970 |                    |       |      | Stadion: De Meer, Amsterdam |
|               |                    |       |      |                             |

## Speelronde 20
|                 |                           |       |        |                                      |
| 1 februari 1970 | ADO                       | 4 – 0 | AZ '67 | Stadion: Zuiderparkstadion, Den Haag |
| 1 februari 1970 | Goal · Goal · Goal · Goal |       |        | Stadion: Zuiderparkstadion, Den Haag |
| 1 februari 1970 |                           |       |        | Stadion: Zuiderparkstadion, Den Haag |
| 1 februari 1970 |                           |       |        | Stadion: Zuiderparkstadion, Den Haag |
|                 |                           |       |        |                                      |

|                 |     |       |     |                                                                                       |
| 1 februari 1970 | DWS | 0 – 0 | PSV | Stadion: Olympisch Stadion, Amsterdam Toeschouwers: 3.500 Scheidsrechter: Henk Pijper |
| 1 februari 1970 |     |       |     | Stadion: Olympisch Stadion, Amsterdam Toeschouwers: 3.500 Scheidsrechter: Henk Pijper |
| 1 februari 1970 |     |       |     | Stadion: Olympisch Stadion, Amsterdam Toeschouwers: 3.500 Scheidsrechter: Henk Pijper |
| 1 februari 1970 |     |       |     | Stadion: Olympisch Stadion, Amsterdam Toeschouwers: 3.500 Scheidsrechter: Henk Pijper |
|                 |     |       |     |                                                                                       |

|                 |     |       |         |                                                                              |
| 1 februari 1970 | SVV | 0 – 0 | Haarlem | Stadion: Harga, Schiedam Toeschouwers: 6.000 Scheidsrechter: Janus Aalbrecht |
| 1 februari 1970 |     |       |         | Stadion: Harga, Schiedam Toeschouwers: 6.000 Scheidsrechter: Janus Aalbrecht |
| 1 februari 1970 |     |       |         | Stadion: Harga, Schiedam Toeschouwers: 6.000 Scheidsrechter: Janus Aalbrecht |
| 1 februari 1970 |     |       |         | Stadion: Harga, Schiedam Toeschouwers: 6.000 Scheidsrechter: Janus Aalbrecht |
|                 |     |       |         |                                                                              |

|                 |                                         |       |     |                                        |
| 1 februari 1970 | Feijenoord                              | 6 – 0 | DOS | Stadion: Stadion Feijenoord, Rotterdam |
| 1 februari 1970 | Goal · Goal · Goal · Goal · Goal · Goal |       |     | Stadion: Stadion Feijenoord, Rotterdam |
| 1 februari 1970 |                                         |       |     | Stadion: Stadion Feijenoord, Rotterdam |
| 1 februari 1970 |                                         |       |     | Stadion: Stadion Feijenoord, Rotterdam |
|                 |                                         |       |     |                                        |

|                 |                    |       |                   |                                                                                      |
| 1 februari 1970 | Go Ahead           | 1 – 1 | N.E.C.            | Stadion: Vetkampstraat, Deventer Toeschouwers: 10.000 Scheidsrechter: Lau van Ravens |
| 1 februari 1970 | Pepe Fernández 88' |       | Jürgen Jendrossek | Stadion: Vetkampstraat, Deventer Toeschouwers: 10.000 Scheidsrechter: Lau van Ravens |
| 1 februari 1970 |                    |       |                   | Stadion: Vetkampstraat, Deventer Toeschouwers: 10.000 Scheidsrechter: Lau van Ravens |
| 1 februari 1970 |                    |       |                   | Stadion: Vetkampstraat, Deventer Toeschouwers: 10.000 Scheidsrechter: Lau van Ravens |
|                 |                    |       |                   |                                                                                      |

|                 |                 |       |                 |                                                                                        |
| 1 februari 1970 | MVV             | 1 – 1 | Ajax            | Stadion: De Geusselt, Maastricht Toeschouwers: 28.000 Scheidsrechter: Koen Brouwer jr. |
| 1 februari 1970 | Jo Bonfrère 88' |       | 26' Piet Keizer | Stadion: De Geusselt, Maastricht Toeschouwers: 28.000 Scheidsrechter: Koen Brouwer jr. |
| 1 februari 1970 |                 |       |                 | Stadion: De Geusselt, Maastricht Toeschouwers: 28.000 Scheidsrechter: Koen Brouwer jr. |
| 1 februari 1970 |                 |       |                 | Stadion: De Geusselt, Maastricht Toeschouwers: 28.000 Scheidsrechter: Koen Brouwer jr. |
|                 |                 |       |                 |                                                                                        |

|                 |                        |       |               |                                                                                     |
| 1 februari 1970 | NAC                    | 1 – 1 | FC Twente     | Stadion: Beatrixstraat, Breda Toeschouwers: 8.000 Scheidsrechter: Ben Hoppenbrouwer |
| 1 februari 1970 | Andrzej Frankiewicz 7' |       | 4' Antal Nagy | Stadion: Beatrixstraat, Breda Toeschouwers: 8.000 Scheidsrechter: Ben Hoppenbrouwer |
| 1 februari 1970 |                        |       |               | Stadion: Beatrixstraat, Breda Toeschouwers: 8.000 Scheidsrechter: Ben Hoppenbrouwer |
| 1 februari 1970 |                        |       |               | Stadion: Beatrixstraat, Breda Toeschouwers: 8.000 Scheidsrechter: Ben Hoppenbrouwer |
|                 |                        |       |               |                                                                                     |

|                 |                    |       |               |                               |
| 1 februari 1970 | Telstar            | 3 – 0 | Holland Sport | Stadion: Schoonenberg, Velsen |
| 1 februari 1970 | Goal · Goal · Goal |       |               | Stadion: Schoonenberg, Velsen |
| 1 februari 1970 |                    |       |               | Stadion: Schoonenberg, Velsen |
| 1 februari 1970 |                    |       |               | Stadion: Schoonenberg, Velsen |
|                 |                    |       |               |                               |

|                  |             |       |      |                                 |
| 15 februari 1970 | Sparta      | 2 – 0 | GVAV | Stadion: Het Kasteel, Rotterdam |
| 15 februari 1970 | Goal · Goal |       |      | Stadion: Het Kasteel, Rotterdam |
| 15 februari 1970 |             |       |      | Stadion: Het Kasteel, Rotterdam |
| 15 februari 1970 |             |       |      | Stadion: Het Kasteel, Rotterdam |
|                  |             |       |      |                                 |

## Speelronde 21
|                 |                    |       |                           |                          |
| 7 februari 1970 | SVV                | 3 – 4 | Feijenoord                | Stadion: Harga, Schiedam |
| 7 februari 1970 | Goal · Goal · Goal |       | Goal · Goal · Goal · Goal | Stadion: Harga, Schiedam |
| 7 februari 1970 |                    |       |                           | Stadion: Harga, Schiedam |
| 7 februari 1970 |                    |       |                           | Stadion: Harga, Schiedam |
|                 |                    |       |                           |                          |

|                 |                                                            |       |                   |                                                                              |
| 8 februari 1970 | Ajax                                                       | 4 – 1 | AZ '67            | Stadion: De Meer, Amsterdam Toeschouwers: 18.000 Scheidsrechter: Henk Pijper |
| 8 februari 1970 | Johan Cruijff 31', 61' Gerrie Mühren 44' Dick van Dijk 84' |       | Gerard Vredenburg | Stadion: De Meer, Amsterdam Toeschouwers: 18.000 Scheidsrechter: Henk Pijper |
| 8 februari 1970 |                                                            |       |                   | Stadion: De Meer, Amsterdam Toeschouwers: 18.000 Scheidsrechter: Henk Pijper |
| 8 februari 1970 |                                                            |       |                   | Stadion: De Meer, Amsterdam Toeschouwers: 18.000 Scheidsrechter: Henk Pijper |
|                 |                                                            |       |                   |                                                                              |

|                 |             |       |               |                                 |
| 8 februari 1970 | Sparta      | 2 – 1 | Holland Sport | Stadion: Het Kasteel, Rotterdam |
| 8 februari 1970 | Goal · Goal |       | Goal          | Stadion: Het Kasteel, Rotterdam |
| 8 februari 1970 |             |       |               | Stadion: Het Kasteel, Rotterdam |
| 8 februari 1970 |             |       |               | Stadion: Het Kasteel, Rotterdam |
|                 |             |       |               |                                 |

|                 |                                  |       |     |                                      |
| 8 februari 1970 | ADO                              | 5 – 0 | DOS | Stadion: Zuiderparkstadion, Den Haag |
| 8 februari 1970 | Goal · Goal · Goal · Goal · Goal |       |     | Stadion: Zuiderparkstadion, Den Haag |
| 8 februari 1970 |                                  |       |     | Stadion: Zuiderparkstadion, Den Haag |
| 8 februari 1970 |                                  |       |     | Stadion: Zuiderparkstadion, Den Haag |
|                 |                                  |       |     |                                      |

|                 |      |       |                    |                                  |
| 8 februari 1970 | MVV  | 1 – 3 | FC Twente          | Stadion: De Geusselt, Maastricht |
| 8 februari 1970 | Goal |       | Goal · Goal · Goal | Stadion: De Geusselt, Maastricht |
| 8 februari 1970 |      |       |                    | Stadion: De Geusselt, Maastricht |
| 8 februari 1970 |      |       |                    | Stadion: De Geusselt, Maastricht |
|                 |      |       |                    |                                  |

|                 |               |       |                         |                                                                                    |
| 8 februari 1970 | Telstar       | 1 – 1 | NAC                     | Stadion: Schoonenberg, Velsen Toeschouwers: 6.500 Scheidsrechter: Gerard Klaassens |
| 8 februari 1970 | Dick Beek 73' |       | 11' Andrzej Frankiewicz | Stadion: Schoonenberg, Velsen Toeschouwers: 6.500 Scheidsrechter: Gerard Klaassens |
| 8 februari 1970 |               |       |                         | Stadion: Schoonenberg, Velsen Toeschouwers: 6.500 Scheidsrechter: Gerard Klaassens |
| 8 februari 1970 |               |       |                         | Stadion: Schoonenberg, Velsen Toeschouwers: 6.500 Scheidsrechter: Gerard Klaassens |
|                 |               |       |                         |                                                                                    |

|               |                    |       |     |                                                                                     |
| 22 maart 1970 | GVAV               | 1 – 0 | DWS | Stadion: Oosterpark, Groningen Toeschouwers: 10.000 Scheidsrechter: Arie van Gemert |
| 22 maart 1970 | Hugo Hovenkamp 32' |       |     | Stadion: Oosterpark, Groningen Toeschouwers: 10.000 Scheidsrechter: Arie van Gemert |
| 22 maart 1970 |                    |       |     | Stadion: Oosterpark, Groningen Toeschouwers: 10.000 Scheidsrechter: Arie van Gemert |
| 22 maart 1970 |                    |       |     | Stadion: Oosterpark, Groningen Toeschouwers: 10.000 Scheidsrechter: Arie van Gemert |
|               |                    |       |     |                                                                                     |

|               |             |       |      |                                  |
| 22 maart 1970 | Go Ahead    | 2 – 1 | PSV  | Stadion: Vetkampstraat, Deventer |
| 22 maart 1970 | Goal · Goal |       | Goal | Stadion: Vetkampstraat, Deventer |
| 22 maart 1970 |             |       |      | Stadion: Vetkampstraat, Deventer |
| 22 maart 1970 |             |       |      | Stadion: Vetkampstraat, Deventer |
|               |             |       |      |                                  |

|               |        |       |         |                                                                                    |
| 22 maart 1970 | N.E.C. | 0 – 0 | Haarlem | Stadion: Goffertstadion, Nijmegen Toeschouwers: 8.000 Scheidsrechter: Henk Klopper |
| 22 maart 1970 |        |       |         | Stadion: Goffertstadion, Nijmegen Toeschouwers: 8.000 Scheidsrechter: Henk Klopper |
| 22 maart 1970 |        |       |         | Stadion: Goffertstadion, Nijmegen Toeschouwers: 8.000 Scheidsrechter: Henk Klopper |
| 22 maart 1970 |        |       |         | Stadion: Goffertstadion, Nijmegen Toeschouwers: 8.000 Scheidsrechter: Henk Klopper |
|               |        |       |         |                                                                                    |

## Speelronde 22
|                  |                                  |       |     |                                        |
| 22 februari 1970 | Feijenoord                       | 5 – 0 | NAC | Stadion: Stadion Feijenoord, Rotterdam |
| 22 februari 1970 | Goal · Goal · Goal · Goal · Goal |       |     | Stadion: Stadion Feijenoord, Rotterdam |
| 22 februari 1970 |                                  |       |     | Stadion: Stadion Feijenoord, Rotterdam |
| 22 februari 1970 |                                  |       |     | Stadion: Stadion Feijenoord, Rotterdam |
|                  |                                  |       |     |                                        |

|                  |                                               |       |                                           |                                                                                  |
| 22 februari 1970 | Holland Sport                                 | 4 – 2 | ADO                                       | Stadion: Houtrust, Den Haag Toeschouwers: 25.000 Scheidsrechter: Arie van Gemert |
| 22 februari 1970 | Sjaak Roggeveen 43', 45', 84' Jan Boskamp 51' |       | 15' Piet van der Maas 89' Lex Schoenmaker | Stadion: Houtrust, Den Haag Toeschouwers: 25.000 Scheidsrechter: Arie van Gemert |
| 22 februari 1970 |                                               |       |                                           | Stadion: Houtrust, Den Haag Toeschouwers: 25.000 Scheidsrechter: Arie van Gemert |
| 22 februari 1970 |                                               |       |                                           | Stadion: Houtrust, Den Haag Toeschouwers: 25.000 Scheidsrechter: Arie van Gemert |
|                  |                                               |       |                                           |                                                                                  |

|                  |             |       |          |                                  |
| 22 februari 1970 | AZ '67      | 2 – 1 | Go Ahead | Stadion: Alkmaarderhout, Alkmaar |
| 22 februari 1970 | Goal · Goal |       | Goal     | Stadion: Alkmaarderhout, Alkmaar |
| 22 februari 1970 |             |       |          | Stadion: Alkmaarderhout, Alkmaar |
| 22 februari 1970 |             |       |          | Stadion: Alkmaarderhout, Alkmaar |
|                  |             |       |          |                                  |

|                  |             |       |             |                                |
| 22 februari 1970 | FC Twente   | 2 – 2 | Telstar     | Stadion: Het Diekman, Enschede |
| 22 februari 1970 | Goal · Goal |       | Goal · Goal | Stadion: Het Diekman, Enschede |
| 22 februari 1970 |             |       |             | Stadion: Het Diekman, Enschede |
| 22 februari 1970 |             |       |             | Stadion: Het Diekman, Enschede |
|                  |             |       |             |                                |

|                  |                                         |       |     |                                     |
| 22 februari 1970 | PSV                                     | 6 – 0 | SVV | Stadion: Philips Stadion, Eindhoven |
| 22 februari 1970 | Goal · Goal · Goal · Goal · Goal · Goal |       |     | Stadion: Philips Stadion, Eindhoven |
| 22 februari 1970 |                                         |       |     | Stadion: Philips Stadion, Eindhoven |
| 22 februari 1970 |                                         |       |     | Stadion: Philips Stadion, Eindhoven |
|                  |                                         |       |     |                                     |

|                  |                                |       |                   |                                                                                |
| 22 februari 1970 | DOS                            | 1 – 1 | DWS               | Stadion: Galgenwaard, Utrecht Toeschouwers: 8.500 Scheidsrechter: Jef Dorpmans |
| 22 februari 1970 | Frits Flinkevleugel 86' (e.d.) |       | 65' Niels Overweg | Stadion: Galgenwaard, Utrecht Toeschouwers: 8.500 Scheidsrechter: Jef Dorpmans |
| 22 februari 1970 |                                |       |                   | Stadion: Galgenwaard, Utrecht Toeschouwers: 8.500 Scheidsrechter: Jef Dorpmans |
| 22 februari 1970 |                                |       |                   | Stadion: Galgenwaard, Utrecht Toeschouwers: 8.500 Scheidsrechter: Jef Dorpmans |
|                  |                                |       |                   |                                                                                |

|                  |             |       |        |                             |
| 25 februari 1970 | Ajax        | 2 – 1 | Sparta | Stadion: De Meer, Amsterdam |
| 25 februari 1970 | Goal · Goal |       | Goal   | Stadion: De Meer, Amsterdam |
| 25 februari 1970 |             |       |        | Stadion: De Meer, Amsterdam |
| 25 februari 1970 |             |       |        | Stadion: De Meer, Amsterdam |
|                  |             |       |        |                             |

|               |         |                 |     |                                                                                  |
| 30 maart 1970 | Haarlem | 0 – 1           | MVV | Stadion: Jan Gijzenkade, Haarlem Toeschouwers: 5.000 Scheidsrechter: Henk Pijper |
| 30 maart 1970 |         | 21' Jo Bonfrère |     | Stadion: Jan Gijzenkade, Haarlem Toeschouwers: 5.000 Scheidsrechter: Henk Pijper |
| 30 maart 1970 |         |                 |     | Stadion: Jan Gijzenkade, Haarlem Toeschouwers: 5.000 Scheidsrechter: Henk Pijper |
| 30 maart 1970 |         |                 |     | Stadion: Jan Gijzenkade, Haarlem Toeschouwers: 5.000 Scheidsrechter: Henk Pijper |
|               |         |                 |     |                                                                                  |

|               |        |             |      |                                   |
| 14 april 1970 | N.E.C. | 0 – 2       | GVAV | Stadion: Goffertstadion, Nijmegen |
| 14 april 1970 |        | Goal · Goal |      | Stadion: Goffertstadion, Nijmegen |
| 14 april 1970 |        |             |      | Stadion: Goffertstadion, Nijmegen |
| 14 april 1970 |        |             |      | Stadion: Goffertstadion, Nijmegen |
|               |        |             |      |                                   |

## Speelronde 23
|              |                    |       |         |                                       |
| 8 maart 1970 | DWS                | 3 – 0 | Telstar | Stadion: Olympisch Stadion, Amsterdam |
| 8 maart 1970 | Goal · Goal · Goal |       |         | Stadion: Olympisch Stadion, Amsterdam |
| 8 maart 1970 |                    |       |         | Stadion: Olympisch Stadion, Amsterdam |
| 8 maart 1970 |                    |       |         | Stadion: Olympisch Stadion, Amsterdam |
|              |                    |       |         |                                       |

|              |            |       |     |                                                                                         |
| 8 maart 1970 | Feijenoord | 0 – 0 | ADO | Stadion: Stadion Feijenoord, Rotterdam Toeschouwers: 54.000 Scheidsrechter: Frans Derks |
| 8 maart 1970 |            |       |     | Stadion: Stadion Feijenoord, Rotterdam Toeschouwers: 54.000 Scheidsrechter: Frans Derks |
| 8 maart 1970 |            |       |     | Stadion: Stadion Feijenoord, Rotterdam Toeschouwers: 54.000 Scheidsrechter: Frans Derks |
| 8 maart 1970 |            |       |     | Stadion: Stadion Feijenoord, Rotterdam Toeschouwers: 54.000 Scheidsrechter: Frans Derks |
|              |            |       |     |                                                                                         |

|              |               |       |        |                             |
| 8 maart 1970 | Holland Sport | 2 – 0 | N.E.C. | Stadion: Houtrust, Den Haag |
| 8 maart 1970 | Goal · Goal   |       |        | Stadion: Houtrust, Den Haag |
| 8 maart 1970 |               |       |        | Stadion: Houtrust, Den Haag |
| 8 maart 1970 |               |       |        | Stadion: Houtrust, Den Haag |
|              |               |       |        |                             |

|              |                        |       |                    |                                                                                   |
| 8 maart 1970 | DOS                    | 1 – 1 | MVV                | Stadion: Galgenwaard, Utrecht Toeschouwers: 7.000 Scheidsrechter: Janus Aalbrecht |
| 8 maart 1970 | Tonnie Nieuwenhuys 28' |       | 20' Harrie Heijnen | Stadion: Galgenwaard, Utrecht Toeschouwers: 7.000 Scheidsrechter: Janus Aalbrecht |
| 8 maart 1970 |                        |       |                    | Stadion: Galgenwaard, Utrecht Toeschouwers: 7.000 Scheidsrechter: Janus Aalbrecht |
| 8 maart 1970 |                        |       |                    | Stadion: Galgenwaard, Utrecht Toeschouwers: 7.000 Scheidsrechter: Janus Aalbrecht |
|              |                        |       |                    |                                                                                   |

|              |        |                 |      |                                                                                   |
| 8 maart 1970 | AZ '67 | 0 – 1           | GVAV | Stadion: Alkmaarderhout, Alkmaar Toeschouwers: 7.000 Scheidsrechter: Ad Boogaerts |
| 8 maart 1970 |        | 72' Ole Fritsen |      | Stadion: Alkmaarderhout, Alkmaar Toeschouwers: 7.000 Scheidsrechter: Ad Boogaerts |
| 8 maart 1970 |        |                 |      | Stadion: Alkmaarderhout, Alkmaar Toeschouwers: 7.000 Scheidsrechter: Ad Boogaerts |
| 8 maart 1970 |        |                 |      | Stadion: Alkmaarderhout, Alkmaar Toeschouwers: 7.000 Scheidsrechter: Ad Boogaerts |
|              |        |                 |      |                                                                                   |

|              |                    |       |          |                                |
| 8 maart 1970 | FC Twente          | 3 – 0 | Go Ahead | Stadion: Het Diekman, Enschede |
| 8 maart 1970 | Goal · Goal · Goal |       |          | Stadion: Het Diekman, Enschede |
| 8 maart 1970 |                    |       |          | Stadion: Het Diekman, Enschede |
| 8 maart 1970 |                    |       |          | Stadion: Het Diekman, Enschede |
|              |                    |       |          |                                |

|              |         |                 |      |                                                                                         |
| 8 maart 1970 | Haarlem | 0 – 1           | Ajax | Stadion: Jan Gijzenkade, Haarlem Toeschouwers: 17.500 Scheidsrechter: Ben Hoppenbrouwer |
| 8 maart 1970 |         | 73' Piet Keizer |      | Stadion: Jan Gijzenkade, Haarlem Toeschouwers: 17.500 Scheidsrechter: Ben Hoppenbrouwer |
| 8 maart 1970 |         |                 |      | Stadion: Jan Gijzenkade, Haarlem Toeschouwers: 17.500 Scheidsrechter: Ben Hoppenbrouwer |
| 8 maart 1970 |         |                 |      | Stadion: Jan Gijzenkade, Haarlem Toeschouwers: 17.500 Scheidsrechter: Ben Hoppenbrouwer |
|              |         |                 |      |                                                                                         |

|              |                           |       |     |                               |
| 8 maart 1970 | NAC                       | 4 – 0 | SVV | Stadion: Beatrixstraat, Breda |
| 8 maart 1970 | Goal · Goal · Goal · Goal |       |     | Stadion: Beatrixstraat, Breda |
| 8 maart 1970 |                           |       |     | Stadion: Beatrixstraat, Breda |
| 8 maart 1970 |                           |       |     | Stadion: Beatrixstraat, Breda |
|              |                           |       |     |                               |

|              |                           |       |                  |                                                                                     |
| 8 maart 1970 | PSV                       | 1 – 1 | Sparta           | Stadion: Philips Stadion, Eindhoven Toeschouwers: 9.000 Scheidsrechter: Wim Schalks |
| 8 maart 1970 | Willy van der Kuijlen 40' |       | 61' Jan Klijnjan | Stadion: Philips Stadion, Eindhoven Toeschouwers: 9.000 Scheidsrechter: Wim Schalks |
| 8 maart 1970 |                           |       |                  | Stadion: Philips Stadion, Eindhoven Toeschouwers: 9.000 Scheidsrechter: Wim Schalks |
| 8 maart 1970 |                           |       |                  | Stadion: Philips Stadion, Eindhoven Toeschouwers: 9.000 Scheidsrechter: Wim Schalks |
|              |                           |       |                  |                                                                                     |

## Speelronde 24
|               |                                  |       |     |                                      |
| 15 maart 1970 | ADO                              | 5 – 0 | NAC | Stadion: Zuiderparkstadion, Den Haag |
| 15 maart 1970 | Goal · Goal · Goal · Goal · Goal |       |     | Stadion: Zuiderparkstadion, Den Haag |
| 15 maart 1970 |                                  |       |     | Stadion: Zuiderparkstadion, Den Haag |
| 15 maart 1970 |                                  |       |     | Stadion: Zuiderparkstadion, Den Haag |
|               |                                  |       |     |                                      |

|               |                                  |       |               |                             |
| 15 maart 1970 | Ajax                             | 5 – 1 | Holland Sport | Stadion: De Meer, Amsterdam |
| 15 maart 1970 | Goal · Goal · Goal · Goal · Goal |       | Goal          | Stadion: De Meer, Amsterdam |
| 15 maart 1970 |                                  |       |               | Stadion: De Meer, Amsterdam |
| 15 maart 1970 |                                  |       |               | Stadion: De Meer, Amsterdam |
|               |                                  |       |               |                             |

|               |                            |       |                 |                                                                                 |
| 15 maart 1970 | GVAV                       | 1 – 1 | Telstar         | Stadion: Oosterpark, Groningen Toeschouwers: 10.000 Scheidsrechter: Wim Schalks |
| 15 maart 1970 | Frans van Essen 57' (e.d.) |       | 85' Tjeerd Kort | Stadion: Oosterpark, Groningen Toeschouwers: 10.000 Scheidsrechter: Wim Schalks |
| 15 maart 1970 |                            |       |                 | Stadion: Oosterpark, Groningen Toeschouwers: 10.000 Scheidsrechter: Wim Schalks |
| 15 maart 1970 |                            |       |                 | Stadion: Oosterpark, Groningen Toeschouwers: 10.000 Scheidsrechter: Wim Schalks |
|               |                            |       |                 |                                                                                 |

|               |                    |       |           |                                 |
| 15 maart 1970 | Sparta             | 3 – 0 | FC Twente | Stadion: Het Kasteel, Rotterdam |
| 15 maart 1970 | Goal · Goal · Goal |       |           | Stadion: Het Kasteel, Rotterdam |
| 15 maart 1970 |                    |       |           | Stadion: Het Kasteel, Rotterdam |
| 15 maart 1970 |                    |       |           | Stadion: Het Kasteel, Rotterdam |
|               |                    |       |           |                                 |

|               |     |             |     |                          |
| 15 maart 1970 | SVV | 0 – 2       | DWS | Stadion: Harga, Schiedam |
| 15 maart 1970 |     | Goal · Goal |     | Stadion: Harga, Schiedam |
| 15 maart 1970 |     |             |     | Stadion: Harga, Schiedam |
| 15 maart 1970 |     |             |     | Stadion: Harga, Schiedam |
|               |     |             |     |                          |

|               |                    |       |     |                                  |
| 15 maart 1970 | Go Ahead           | 3 – 0 | DOS | Stadion: Vetkampstraat, Deventer |
| 15 maart 1970 | Goal · Goal · Goal |       |     | Stadion: Vetkampstraat, Deventer |
| 15 maart 1970 |                    |       |     | Stadion: Vetkampstraat, Deventer |
| 15 maart 1970 |                    |       |     | Stadion: Vetkampstraat, Deventer |
|               |                    |       |     |                                  |

|               |               |       |                |                                                                                  |
| 15 maart 1970 | AZ '67        | 1 – 1 | Haarlem        | Stadion: Alkmaarderhout, Alkmaar Toeschouwers: 10.000 Scheidsrechter: Jan Keizer |
| 15 maart 1970 | Theo Vonk 43' |       | 62' Jan Fransz | Stadion: Alkmaarderhout, Alkmaar Toeschouwers: 10.000 Scheidsrechter: Jan Keizer |
| 15 maart 1970 |               |       |                | Stadion: Alkmaarderhout, Alkmaar Toeschouwers: 10.000 Scheidsrechter: Jan Keizer |
| 15 maart 1970 |               |       |                | Stadion: Alkmaarderhout, Alkmaar Toeschouwers: 10.000 Scheidsrechter: Jan Keizer |
|               |               |       |                |                                                                                  |

|               |               |       |                           |                                                                                    |
| 15 maart 1970 | N.E.C.        | 1 – 1 | PSV                       | Stadion: Goffertstadion, Nijmegen Toeschouwers: 12.000 Scheidsrechter: Jan Godding |
| 15 maart 1970 | Ben Werts 47' |       | 21' Willy van der Kuijlen | Stadion: Goffertstadion, Nijmegen Toeschouwers: 12.000 Scheidsrechter: Jan Godding |
| 15 maart 1970 |               |       |                           | Stadion: Goffertstadion, Nijmegen Toeschouwers: 12.000 Scheidsrechter: Jan Godding |
| 15 maart 1970 |               |       |                           | Stadion: Goffertstadion, Nijmegen Toeschouwers: 12.000 Scheidsrechter: Jan Godding |
|               |               |       |                           |                                                                                    |

|               |               |       |                        |                                                                                    |
| 22 maart 1970 | MVV           | 1 – 1 | Feijenoord             | Stadion: De Geusselt, Maastricht Toeschouwers: 24.500 Scheidsrechter: Jef Dorpmans |
| 22 maart 1970 | Ivan Mráz 68' |       | 89' Willem van Hanegem | Stadion: De Geusselt, Maastricht Toeschouwers: 24.500 Scheidsrechter: Jef Dorpmans |
| 22 maart 1970 |               |       |                        | Stadion: De Geusselt, Maastricht Toeschouwers: 24.500 Scheidsrechter: Jef Dorpmans |
| 22 maart 1970 |               |       |                        | Stadion: De Geusselt, Maastricht Toeschouwers: 24.500 Scheidsrechter: Jef Dorpmans |
|               |               |       |                        |                                                                                    |

## Speelronde 25
|                  |         |       |      |                                                                                    |
| 22 februari 1970 | Haarlem | 0 – 0 | GVAV | Stadion: Jan Gijzenkade, Haarlem Toeschouwers: 6.000 Scheidsrechter: Joop Vervoort |
| 22 februari 1970 |         |       |      | Stadion: Jan Gijzenkade, Haarlem Toeschouwers: 6.000 Scheidsrechter: Joop Vervoort |
| 22 februari 1970 |         |       |      | Stadion: Jan Gijzenkade, Haarlem Toeschouwers: 6.000 Scheidsrechter: Joop Vervoort |
| 22 februari 1970 |         |       |      | Stadion: Jan Gijzenkade, Haarlem Toeschouwers: 6.000 Scheidsrechter: Joop Vervoort |
|                  |         |       |      |                                                                                    |

|               |            |       |          |                                                                                               |
| 28 maart 1970 | Feijenoord | 0 – 0 | Go Ahead | Stadion: Stadion Feijenoord, Rotterdam Toeschouwers: 40.000 Scheidsrechter: Ben Hoppenbrouwer |
| 28 maart 1970 |            |       |          | Stadion: Stadion Feijenoord, Rotterdam Toeschouwers: 40.000 Scheidsrechter: Ben Hoppenbrouwer |
| 28 maart 1970 |            |       |          | Stadion: Stadion Feijenoord, Rotterdam Toeschouwers: 40.000 Scheidsrechter: Ben Hoppenbrouwer |
| 28 maart 1970 |            |       |          | Stadion: Stadion Feijenoord, Rotterdam Toeschouwers: 40.000 Scheidsrechter: Ben Hoppenbrouwer |
|               |            |       |          |                                                                                               |

|               |                  |       |     |                                                                                             |
| 30 maart 1970 | DWS              | 1 – 0 | ADO | Stadion: Olympisch Stadion, Amsterdam Toeschouwers: 1.500 Scheidsrechter: Henk van der Veer |
| 30 maart 1970 | Finn Seemann 49' |       |     | Stadion: Olympisch Stadion, Amsterdam Toeschouwers: 1.500 Scheidsrechter: Henk van der Veer |
| 30 maart 1970 |                  |       |     | Stadion: Olympisch Stadion, Amsterdam Toeschouwers: 1.500 Scheidsrechter: Henk van der Veer |
| 30 maart 1970 |                  |       |     | Stadion: Olympisch Stadion, Amsterdam Toeschouwers: 1.500 Scheidsrechter: Henk van der Veer |
|               |                  |       |     |                                                                                             |

|               |               |       |                    |                             |
| 30 maart 1970 | Holland Sport | 2 – 3 | AZ '67             | Stadion: Houtrust, Den Haag |
| 30 maart 1970 | Goal · Goal   |       | Goal · Goal · Goal | Stadion: Houtrust, Den Haag |
| 30 maart 1970 |               |       |                    | Stadion: Houtrust, Den Haag |
| 30 maart 1970 |               |       |                    | Stadion: Houtrust, Den Haag |
|               |               |       |                    |                             |

|               |             |       |        |                               |
| 30 maart 1970 | DOS         | 2 – 1 | Sparta | Stadion: Galgenwaard, Utrecht |
| 30 maart 1970 | Goal · Goal |       | Goal   | Stadion: Galgenwaard, Utrecht |
| 30 maart 1970 |             |       |        | Stadion: Galgenwaard, Utrecht |
| 30 maart 1970 |             |       |        | Stadion: Galgenwaard, Utrecht |
|               |             |       |        |                               |

|               |                    |       |        |                                |
| 30 maart 1970 | FC Twente          | 3 – 1 | N.E.C. | Stadion: Het Diekman, Enschede |
| 30 maart 1970 | Goal · Goal · Goal |       | Goal   | Stadion: Het Diekman, Enschede |
| 30 maart 1970 |                    |       |        | Stadion: Het Diekman, Enschede |
| 30 maart 1970 |                    |       |        | Stadion: Het Diekman, Enschede |
|               |                    |       |        |                                |

|               |                         |       |                                                          |                                                                                            |
| 30 maart 1970 | PSV                     | 1 – 3 | Ajax                                                     | Stadion: Philips Stadion, Eindhoven Toeschouwers: 21.000 Scheidsrechter: Leo van der Kroft |
| 30 maart 1970 | Bent Schmidt Hansen 28' |       | 45' Dick van Dijk 58' (pen.), 72' (pen.) Velibor Vasović | Stadion: Philips Stadion, Eindhoven Toeschouwers: 21.000 Scheidsrechter: Leo van der Kroft |
| 30 maart 1970 |                         |       |                                                          | Stadion: Philips Stadion, Eindhoven Toeschouwers: 21.000 Scheidsrechter: Leo van der Kroft |
| 30 maart 1970 |                         |       |                                                          | Stadion: Philips Stadion, Eindhoven Toeschouwers: 21.000 Scheidsrechter: Leo van der Kroft |
|               |                         |       |                                                          |                                                                                            |

|               |             |       |     |                               |
| 30 maart 1970 | Telstar     | 2 – 0 | SVV | Stadion: Schoonenberg, Velsen |
| 30 maart 1970 | Goal · Goal |       |     | Stadion: Schoonenberg, Velsen |
| 30 maart 1970 |             |       |     | Stadion: Schoonenberg, Velsen |
| 30 maart 1970 |             |       |     | Stadion: Schoonenberg, Velsen |
|               |             |       |     |                               |

|             |                    |       |      |                               |
| 21 mei 1970 | NAC                | 3 – 1 | MVV  | Stadion: Beatrixstraat, Breda |
| 21 mei 1970 | Goal · Goal · Goal |       | Goal | Stadion: Beatrixstraat, Breda |
| 21 mei 1970 |                    |       |      | Stadion: Beatrixstraat, Breda |
| 21 mei 1970 |                    |       |      | Stadion: Beatrixstraat, Breda |
|             |                    |       |      |                               |

## Speelronde 26
|              |                         |       |                      |                                                                                       |
| 5 april 1970 | ADO                     | 1 – 1 | Telstar              | Stadion: Zuiderparkstadion, Den Haag Toeschouwers: 8.000 Scheidsrechter: Theo Boosten |
| 5 april 1970 | Aad Mansveld 37' (pen.) |       | 65' (pen.) Dick Bond | Stadion: Zuiderparkstadion, Den Haag Toeschouwers: 8.000 Scheidsrechter: Theo Boosten |
| 5 april 1970 |                         |       |                      | Stadion: Zuiderparkstadion, Den Haag Toeschouwers: 8.000 Scheidsrechter: Theo Boosten |
| 5 april 1970 |                         |       |                      | Stadion: Zuiderparkstadion, Den Haag Toeschouwers: 8.000 Scheidsrechter: Theo Boosten |
|              |                         |       |                      |                                                                                       |

|              |                    |       |           |                             |
| 5 april 1970 | Ajax               | 3 – 0 | FC Twente | Stadion: De Meer, Amsterdam |
| 5 april 1970 | Goal · Goal · Goal |       |           | Stadion: De Meer, Amsterdam |
| 5 april 1970 |                    |       |           | Stadion: De Meer, Amsterdam |
| 5 april 1970 |                    |       |           | Stadion: De Meer, Amsterdam |
|              |                    |       |           |                             |

|              |                   |       |     |                                                                                      |
| 5 april 1970 | GVAV              | 1 – 0 | SVV | Stadion: Oosterpark, Groningen Toeschouwers: 6.000 Scheidsrechter: Ben Hoppenbrouwer |
| 5 april 1970 | Bjarne Jensen 70' |       |     | Stadion: Oosterpark, Groningen Toeschouwers: 6.000 Scheidsrechter: Ben Hoppenbrouwer |
| 5 april 1970 |                   |       |     | Stadion: Oosterpark, Groningen Toeschouwers: 6.000 Scheidsrechter: Ben Hoppenbrouwer |
| 5 april 1970 |                   |       |     | Stadion: Oosterpark, Groningen Toeschouwers: 6.000 Scheidsrechter: Ben Hoppenbrouwer |
|              |                   |       |     |                                                                                      |

|              |        |       |            |                                                                                   |
| 5 april 1970 | Sparta | 0 – 0 | Feijenoord | Stadion: Het Kasteel, Rotterdam Toeschouwers: 31.000 Scheidsrechter: Ad Boogaerts |
| 5 april 1970 |        |       |            | Stadion: Het Kasteel, Rotterdam Toeschouwers: 31.000 Scheidsrechter: Ad Boogaerts |
| 5 april 1970 |        |       |            | Stadion: Het Kasteel, Rotterdam Toeschouwers: 31.000 Scheidsrechter: Ad Boogaerts |
| 5 april 1970 |        |       |            | Stadion: Het Kasteel, Rotterdam Toeschouwers: 31.000 Scheidsrechter: Ad Boogaerts |
|              |        |       |            |                                                                                   |

|              |               |       |     |                                                                                   |
| 5 april 1970 | N.E.C.        | 1 – 0 | DOS | Stadion: Goffertstadion, Nijmegen Toeschouwers: 8.000 Scheidsrechter: Frans Derks |
| 5 april 1970 | Ben Werts 39' |       |     | Stadion: Goffertstadion, Nijmegen Toeschouwers: 8.000 Scheidsrechter: Frans Derks |
| 5 april 1970 |               |       |     | Stadion: Goffertstadion, Nijmegen Toeschouwers: 8.000 Scheidsrechter: Frans Derks |
| 5 april 1970 |               |       |     | Stadion: Goffertstadion, Nijmegen Toeschouwers: 8.000 Scheidsrechter: Frans Derks |
|              |               |       |     |                                                                                   |

|              |        |       |     |                                                                                     |
| 5 april 1970 | AZ '67 | 0 – 0 | PSV | Stadion: Alkmaarderhout, Alkmaar Toeschouwers: 9.000 Scheidsrechter: Lau van Ravens |
| 5 april 1970 |        |       |     | Stadion: Alkmaarderhout, Alkmaar Toeschouwers: 9.000 Scheidsrechter: Lau van Ravens |
| 5 april 1970 |        |       |     | Stadion: Alkmaarderhout, Alkmaar Toeschouwers: 9.000 Scheidsrechter: Lau van Ravens |
| 5 april 1970 |        |       |     | Stadion: Alkmaarderhout, Alkmaar Toeschouwers: 9.000 Scheidsrechter: Lau van Ravens |
|              |        |       |     |                                                                                     |

|              |             |       |     |                                  |
| 5 april 1970 | Go Ahead    | 2 – 0 | NAC | Stadion: Vetkampstraat, Deventer |
| 5 april 1970 | Goal · Goal |       |     | Stadion: Vetkampstraat, Deventer |
| 5 april 1970 |             |       |     | Stadion: Vetkampstraat, Deventer |
| 5 april 1970 |             |       |     | Stadion: Vetkampstraat, Deventer |
|              |             |       |     |                                  |

|              |         |       |               |                                                                                       |
| 5 april 1970 | Haarlem | 0 – 0 | Holland Sport | Stadion: Jan Gijzenkade, Haarlem Toeschouwers: 5.000 Scheidsrechter: Koen Brouwer jr. |
| 5 april 1970 |         |       |               | Stadion: Jan Gijzenkade, Haarlem Toeschouwers: 5.000 Scheidsrechter: Koen Brouwer jr. |
| 5 april 1970 |         |       |               | Stadion: Jan Gijzenkade, Haarlem Toeschouwers: 5.000 Scheidsrechter: Koen Brouwer jr. |
| 5 april 1970 |         |       |               | Stadion: Jan Gijzenkade, Haarlem Toeschouwers: 5.000 Scheidsrechter: Koen Brouwer jr. |
|              |         |       |               |                                                                                       |

|              |             |       |      |                                  |
| 5 april 1970 | MVV         | 2 – 1 | DWS  | Stadion: De Geusselt, Maastricht |
| 5 april 1970 | Goal · Goal |       | Goal | Stadion: De Geusselt, Maastricht |
| 5 april 1970 |             |       |      | Stadion: De Geusselt, Maastricht |
| 5 april 1970 |             |       |      | Stadion: De Geusselt, Maastricht |
|              |             |       |      |                                  |

## Speelronde 27
|               |     |       |          |                                                                                       |
| 19 april 1970 | DWS | 0 – 0 | Go Ahead | Stadion: Olympisch Stadion, Amsterdam Toeschouwers: 2.500 Scheidsrechter: Frans Derks |
| 19 april 1970 |     |       |          | Stadion: Olympisch Stadion, Amsterdam Toeschouwers: 2.500 Scheidsrechter: Frans Derks |
| 19 april 1970 |     |       |          | Stadion: Olympisch Stadion, Amsterdam Toeschouwers: 2.500 Scheidsrechter: Frans Derks |
| 19 april 1970 |     |       |          | Stadion: Olympisch Stadion, Amsterdam Toeschouwers: 2.500 Scheidsrechter: Frans Derks |
|               |     |       |          |                                                                                       |

|               |            |       |        |                                                                                              |
| 19 april 1970 | Feijenoord | 0 – 0 | N.E.C. | Stadion: Stadion Feijenoord, Rotterdam Toeschouwers: 40.000 Scheidsrechter: Koen Brouwer jr. |
| 19 april 1970 |            |       |        | Stadion: Stadion Feijenoord, Rotterdam Toeschouwers: 40.000 Scheidsrechter: Koen Brouwer jr. |
| 19 april 1970 |            |       |        | Stadion: Stadion Feijenoord, Rotterdam Toeschouwers: 40.000 Scheidsrechter: Koen Brouwer jr. |
| 19 april 1970 |            |       |        | Stadion: Stadion Feijenoord, Rotterdam Toeschouwers: 40.000 Scheidsrechter: Koen Brouwer jr. |
|               |            |       |        |                                                                                              |

|               |               |       |      |                             |
| 19 april 1970 | Holland Sport | 2 – 1 | GVAV | Stadion: Houtrust, Den Haag |
| 19 april 1970 | Goal · Goal   |       | Goal | Stadion: Houtrust, Den Haag |
| 19 april 1970 |               |       |      | Stadion: Houtrust, Den Haag |
| 19 april 1970 |               |       |      | Stadion: Houtrust, Den Haag |
|               |               |       |      |                             |

|               |      |       |                    |                          |
| 19 april 1970 | SVV  | 1 – 3 | ADO                | Stadion: Harga, Schiedam |
| 19 april 1970 | Goal |       | Goal · Goal · Goal | Stadion: Harga, Schiedam |
| 19 april 1970 |      |       |                    | Stadion: Harga, Schiedam |
| 19 april 1970 |      |       |                    | Stadion: Harga, Schiedam |
|               |      |       |                    |                          |

|               |      |       |                                                |                               |
| 19 april 1970 | DOS  | 1 – 7 | Ajax                                           | Stadion: Galgenwaard, Utrecht |
| 19 april 1970 | Goal |       | Goal · Goal · Goal · Goal · Goal · Goal · Goal | Stadion: Galgenwaard, Utrecht |
| 19 april 1970 |      |       |                                                | Stadion: Galgenwaard, Utrecht |
| 19 april 1970 |      |       |                                                | Stadion: Galgenwaard, Utrecht |
|               |      |       |                                                |                               |

|               |                                  |       |        |                                |
| 19 april 1970 | FC Twente                        | 5 – 1 | AZ '67 | Stadion: Het Diekman, Enschede |
| 19 april 1970 | Goal · Goal · Goal · Goal · Goal |       | Goal   | Stadion: Het Diekman, Enschede |
| 19 april 1970 |                                  |       |        | Stadion: Het Diekman, Enschede |
| 19 april 1970 |                                  |       |        | Stadion: Het Diekman, Enschede |
|               |                                  |       |        |                                |

|               |      |       |             |                               |
| 19 april 1970 | NAC  | 1 – 2 | Sparta      | Stadion: Beatrixstraat, Breda |
| 19 april 1970 | Goal |       | Goal · Goal | Stadion: Beatrixstraat, Breda |
| 19 april 1970 |      |       |             | Stadion: Beatrixstraat, Breda |
| 19 april 1970 |      |       |             | Stadion: Beatrixstraat, Breda |
|               |      |       |             |                               |

|               |             |       |         |                                     |
| 19 april 1970 | PSV         | 2 – 1 | Haarlem | Stadion: Philips Stadion, Eindhoven |
| 19 april 1970 | Goal · Goal |       | Goal    | Stadion: Philips Stadion, Eindhoven |
| 19 april 1970 |             |       |         | Stadion: Philips Stadion, Eindhoven |
| 19 april 1970 |             |       |         | Stadion: Philips Stadion, Eindhoven |
|               |             |       |         |                                     |

|               |               |       |               |                                                                               |
| 19 april 1970 | Telstar       | 1 – 1 | MVV           | Stadion: Schoonenberg, Velsen Toeschouwers: 8.000 Scheidsrechter: Wim Schalks |
| 19 april 1970 | Dick Beek 35' |       | 76' Ivan Mráz | Stadion: Schoonenberg, Velsen Toeschouwers: 8.000 Scheidsrechter: Wim Schalks |
| 19 april 1970 |               |       |               | Stadion: Schoonenberg, Velsen Toeschouwers: 8.000 Scheidsrechter: Wim Schalks |
| 19 april 1970 |               |       |               | Stadion: Schoonenberg, Velsen Toeschouwers: 8.000 Scheidsrechter: Wim Schalks |
|               |               |       |               |                                                                               |

## Speelronde 28
|               |                                                    |       |                                                |                                                                               |
| 26 april 1970 | Ajax                                               | 3 – 3 | Feijenoord                                     | Stadion: De Meer, Amsterdam Toeschouwers: 26.000 Scheidsrechter: Jef Dorpmans |
| 26 april 1970 | Sjaak Swart 26' Johan Cruijff 71' Wim Suurbier 82' |       | 11' Ove Kindvall 36' Franz Hasil 70' Henk Wery | Stadion: De Meer, Amsterdam Toeschouwers: 26.000 Scheidsrechter: Jef Dorpmans |
| 26 april 1970 |                                                    |       |                                                | Stadion: De Meer, Amsterdam Toeschouwers: 26.000 Scheidsrechter: Jef Dorpmans |
| 26 april 1970 |                                                    |       |                                                | Stadion: De Meer, Amsterdam Toeschouwers: 26.000 Scheidsrechter: Jef Dorpmans |
|               |                                                    |       |                                                |                                                                               |

|               |      |             |     |                                |
| 26 april 1970 | GVAV | 0 – 2       | ADO | Stadion: Oosterpark, Groningen |
| 26 april 1970 |      | Goal · Goal |     | Stadion: Oosterpark, Groningen |
| 26 april 1970 |      |             |     | Stadion: Oosterpark, Groningen |
| 26 april 1970 |      |             |     | Stadion: Oosterpark, Groningen |
|               |      |             |     |                                |

|               |               |                    |     |                             |
| 26 april 1970 | Holland Sport | 0 – 3              | PSV | Stadion: Houtrust, Den Haag |
| 26 april 1970 |               | Goal · Goal · Goal |     | Stadion: Houtrust, Den Haag |
| 26 april 1970 |               |                    |     | Stadion: Houtrust, Den Haag |
| 26 april 1970 |               |                    |     | Stadion: Houtrust, Den Haag |
|               |               |                    |     |                             |

|               |             |       |     |                                 |
| 26 april 1970 | Sparta      | 2 – 0 | DWS | Stadion: Het Kasteel, Rotterdam |
| 26 april 1970 | Goal · Goal |       |     | Stadion: Het Kasteel, Rotterdam |
| 26 april 1970 |             |       |     | Stadion: Het Kasteel, Rotterdam |
| 26 april 1970 |             |       |     | Stadion: Het Kasteel, Rotterdam |
|               |             |       |     |                                 |

|               |                  |       |     |                                                                                        |
| 26 april 1970 | AZ '67           | 1 – 0 | DOS | Stadion: Alkmaarderhout, Alkmaar Toeschouwers: 8.000 Scheidsrechter: Ben Hoppenbrouwer |
| 26 april 1970 | Wim de Jager 75' |       |     | Stadion: Alkmaarderhout, Alkmaar Toeschouwers: 8.000 Scheidsrechter: Ben Hoppenbrouwer |
| 26 april 1970 |                  |       |     | Stadion: Alkmaarderhout, Alkmaar Toeschouwers: 8.000 Scheidsrechter: Ben Hoppenbrouwer |
| 26 april 1970 |                  |       |     | Stadion: Alkmaarderhout, Alkmaar Toeschouwers: 8.000 Scheidsrechter: Ben Hoppenbrouwer |
|               |                  |       |     |                                                                                        |

|               |                      |       |                     |                                                                                     |
| 26 april 1970 | Go Ahead             | 1 – 1 | Telstar             | Stadion: Vetkampstraat, Deventer Toeschouwers: 5.000 Scheidsrechter: Lau van Ravens |
| 26 april 1970 | André van der Ley 8' |       | 21' Paul van Egmond | Stadion: Vetkampstraat, Deventer Toeschouwers: 5.000 Scheidsrechter: Lau van Ravens |
| 26 april 1970 |                      |       |                     | Stadion: Vetkampstraat, Deventer Toeschouwers: 5.000 Scheidsrechter: Lau van Ravens |
| 26 april 1970 |                      |       |                     | Stadion: Vetkampstraat, Deventer Toeschouwers: 5.000 Scheidsrechter: Lau van Ravens |
|               |                      |       |                     |                                                                                     |

|               |         |             |           |                                  |
| 26 april 1970 | Haarlem | 0 – 2       | FC Twente | Stadion: Jan Gijzenkade, Haarlem |
| 26 april 1970 |         | Goal · Goal |           | Stadion: Jan Gijzenkade, Haarlem |
| 26 april 1970 |         |             |           | Stadion: Jan Gijzenkade, Haarlem |
| 26 april 1970 |         |             |           | Stadion: Jan Gijzenkade, Haarlem |
|               |         |             |           |                                  |

|               |             |       |      |                                  |
| 26 april 1970 | MVV         | 2 – 1 | SVV  | Stadion: De Geusselt, Maastricht |
| 26 april 1970 | Goal · Goal |       | Goal | Stadion: De Geusselt, Maastricht |
| 26 april 1970 |             |       |      | Stadion: De Geusselt, Maastricht |
| 26 april 1970 |             |       |      | Stadion: De Geusselt, Maastricht |
|               |             |       |      |                                  |

|               |               |       |     |                                                                                   |
| 26 april 1970 | N.E.C.        | 1 – 0 | NAC | Stadion: Goffertstadion, Nijmegen Toeschouwers: 4.500 Scheidsrechter: Henk Pijper |
| 26 april 1970 | Ben Werts 87' |       |     | Stadion: Goffertstadion, Nijmegen Toeschouwers: 4.500 Scheidsrechter: Henk Pijper |
| 26 april 1970 |               |       |     | Stadion: Goffertstadion, Nijmegen Toeschouwers: 4.500 Scheidsrechter: Henk Pijper |
| 26 april 1970 |               |       |     | Stadion: Goffertstadion, Nijmegen Toeschouwers: 4.500 Scheidsrechter: Henk Pijper |
|               |               |       |     |                                                                                   |

## Speelronde 29
|               |             |       |     |                             |
| 30 april 1970 | Ajax        | 2 – 0 | MVV | Stadion: De Meer, Amsterdam |
| 30 april 1970 | Goal · Goal |       |     | Stadion: De Meer, Amsterdam |
| 30 april 1970 |             |       |     | Stadion: De Meer, Amsterdam |
| 30 april 1970 |             |       |     | Stadion: De Meer, Amsterdam |
|               |             |       |     |                             |

|               |      |       |        |                                                                                   |
| 30 april 1970 | GVAV | 0 – 0 | Sparta | Stadion: Oosterpark, Groningen Toeschouwers: 5.000 Scheidsrechter: Lau van Ravens |
| 30 april 1970 |      |       |        | Stadion: Oosterpark, Groningen Toeschouwers: 5.000 Scheidsrechter: Lau van Ravens |
| 30 april 1970 |      |       |        | Stadion: Oosterpark, Groningen Toeschouwers: 5.000 Scheidsrechter: Lau van Ravens |
| 30 april 1970 |      |       |        | Stadion: Oosterpark, Groningen Toeschouwers: 5.000 Scheidsrechter: Lau van Ravens |
|               |      |       |        |                                                                                   |

|               |               |       |         |                             |
| 30 april 1970 | Holland Sport | 2 – 0 | Telstar | Stadion: Houtrust, Den Haag |
| 30 april 1970 | Goal · Goal   |       |         | Stadion: Houtrust, Den Haag |
| 30 april 1970 |               |       |         | Stadion: Houtrust, Den Haag |
| 30 april 1970 |               |       |         | Stadion: Houtrust, Den Haag |
|               |               |       |         |                             |

|               |                  |       |                 |                                                                                      |
| 30 april 1970 | DOS              | 1 – 1 | Feijenoord      | Stadion: Galgenwaard, Utrecht Toeschouwers: 22.000 Scheidsrechter: Henk van der Veer |
| 30 april 1970 | Leo van Veen 67' |       | 42' Franz Hasil | Stadion: Galgenwaard, Utrecht Toeschouwers: 22.000 Scheidsrechter: Henk van der Veer |
| 30 april 1970 |                  |       |                 | Stadion: Galgenwaard, Utrecht Toeschouwers: 22.000 Scheidsrechter: Henk van der Veer |
| 30 april 1970 |                  |       |                 | Stadion: Galgenwaard, Utrecht Toeschouwers: 22.000 Scheidsrechter: Henk van der Veer |
|               |                  |       |                 |                                                                                      |

|               |                  |       |               |                                                                                   |
| 30 april 1970 | AZ '67           | 1 – 1 | ADO           | Stadion: Alkmaarderhout, Alkmaar Toeschouwers: 6.000 Scheidsrechter: Ad Boogaerts |
| 30 april 1970 | Wim de Jager 57' |       | 20' Harry Vos | Stadion: Alkmaarderhout, Alkmaar Toeschouwers: 6.000 Scheidsrechter: Ad Boogaerts |
| 30 april 1970 |                  |       |               | Stadion: Alkmaarderhout, Alkmaar Toeschouwers: 6.000 Scheidsrechter: Ad Boogaerts |
| 30 april 1970 |                  |       |               | Stadion: Alkmaarderhout, Alkmaar Toeschouwers: 6.000 Scheidsrechter: Ad Boogaerts |
|               |                  |       |               |                                                                                   |

|               |                                                |       |     |                                |
| 30 april 1970 | FC Twente                                      | 7 – 0 | NAC | Stadion: Het Diekman, Enschede |
| 30 april 1970 | Goal · Goal · Goal · Goal · Goal · Goal · Goal |       |     | Stadion: Het Diekman, Enschede |
| 30 april 1970 |                                                |       |     | Stadion: Het Diekman, Enschede |
| 30 april 1970 |                                                |       |     | Stadion: Het Diekman, Enschede |
|               |                                                |       |     |                                |

|               |         |       |     |                                                                                  |
| 30 april 1970 | Haarlem | 0 – 0 | SVV | Stadion: Jan Gijzenkade, Haarlem Toeschouwers: 3.500 Scheidsrechter: Wim Schalks |
| 30 april 1970 |         |       |     | Stadion: Jan Gijzenkade, Haarlem Toeschouwers: 3.500 Scheidsrechter: Wim Schalks |
| 30 april 1970 |         |       |     | Stadion: Jan Gijzenkade, Haarlem Toeschouwers: 3.500 Scheidsrechter: Wim Schalks |
| 30 april 1970 |         |       |     | Stadion: Jan Gijzenkade, Haarlem Toeschouwers: 3.500 Scheidsrechter: Wim Schalks |
|               |         |       |     |                                                                                  |

|               |                              |       |                    |                                                                                         |
| 30 april 1970 | N.E.C.                       | 1 – 1 | Go Ahead           | Stadion: Goffertstadion, Nijmegen Toeschouwers: 3.500 Scheidsrechter: Leo van der Kroft |
| 30 april 1970 | Jürgen Jendrossek 66' (pen.) |       | 62' Pepe Fernández | Stadion: Goffertstadion, Nijmegen Toeschouwers: 3.500 Scheidsrechter: Leo van der Kroft |
| 30 april 1970 |                              |       |                    | Stadion: Goffertstadion, Nijmegen Toeschouwers: 3.500 Scheidsrechter: Leo van der Kroft |
| 30 april 1970 |                              |       |                    | Stadion: Goffertstadion, Nijmegen Toeschouwers: 3.500 Scheidsrechter: Leo van der Kroft |
|               |                              |       |                    |                                                                                         |

|               |                    |       |     |                                     |
| 30 april 1970 | PSV                | 3 – 0 | DWS | Stadion: Philips Stadion, Eindhoven |
| 30 april 1970 | Goal · Goal · Goal |       |     | Stadion: Philips Stadion, Eindhoven |
| 30 april 1970 |                    |       |     | Stadion: Philips Stadion, Eindhoven |
| 30 april 1970 |                    |       |     | Stadion: Philips Stadion, Eindhoven |
|               |                    |       |     |                                     |

## Speelronde 30
|            |                               |       |                   |                                                                                            |
| 8 mei 1970 | ADO                           | 1 – 1 | MVV               | Stadion: Zuiderparkstadion, Den Haag Toeschouwers: 7.000 Scheidsrechter: Ben Hoppenbrouwer |
| 8 mei 1970 | Niels Christian Holmström 81' |       | 76' Willy Brokamp | Stadion: Zuiderparkstadion, Den Haag Toeschouwers: 7.000 Scheidsrechter: Ben Hoppenbrouwer |
| 8 mei 1970 |                               |       |                   | Stadion: Zuiderparkstadion, Den Haag Toeschouwers: 7.000 Scheidsrechter: Ben Hoppenbrouwer |
| 8 mei 1970 |                               |       |                   | Stadion: Zuiderparkstadion, Den Haag Toeschouwers: 7.000 Scheidsrechter: Ben Hoppenbrouwer |
|            |                               |       |                   |                                                                                            |

|            |                         |       |                       |                                                                                           |
| 8 mei 1970 | DWS                     | 1 – 1 | N.E.C.                | Stadion: Olympisch Stadion, Amsterdam Toeschouwers: 3.000 Scheidsrechter: Arie van Gemert |
| 8 mei 1970 | Frits Flinkevleugel 57' |       | 44' Jürgen Jendrossek | Stadion: Olympisch Stadion, Amsterdam Toeschouwers: 3.000 Scheidsrechter: Arie van Gemert |
| 8 mei 1970 |                         |       |                       | Stadion: Olympisch Stadion, Amsterdam Toeschouwers: 3.000 Scheidsrechter: Arie van Gemert |
| 8 mei 1970 |                         |       |                       | Stadion: Olympisch Stadion, Amsterdam Toeschouwers: 3.000 Scheidsrechter: Arie van Gemert |
|            |                         |       |                       |                                                                                           |

|            |     |                    |          |                          |
| 8 mei 1970 | SVV | 0 – 3              | Go Ahead | Stadion: Harga, Schiedam |
| 8 mei 1970 |     | Goal · Goal · Goal |          | Stadion: Harga, Schiedam |
| 8 mei 1970 |     |                    |          | Stadion: Harga, Schiedam |
| 8 mei 1970 |     |                    |          | Stadion: Harga, Schiedam |
|            |     |                    |          |                          |

|            |             |       |         |                               |
| 8 mei 1970 | DOS         | 2 – 1 | Haarlem | Stadion: Galgenwaard, Utrecht |
| 8 mei 1970 | Goal · Goal |       | Goal    | Stadion: Galgenwaard, Utrecht |
| 8 mei 1970 |             |       |         | Stadion: Galgenwaard, Utrecht |
| 8 mei 1970 |             |       |         | Stadion: Galgenwaard, Utrecht |
|            |             |       |         |                               |

|            |                    |       |               |                                |
| 8 mei 1970 | FC Twente          | 3 – 0 | Holland Sport | Stadion: Het Diekman, Enschede |
| 8 mei 1970 | Goal · Goal · Goal |       |               | Stadion: Het Diekman, Enschede |
| 8 mei 1970 |                    |       |               | Stadion: Het Diekman, Enschede |
| 8 mei 1970 |                    |       |               | Stadion: Het Diekman, Enschede |
|            |                    |       |               |                                |

|            |                      |       |                   |                                                                                 |
| 8 mei 1970 | NAC                  | 1 – 1 | Ajax              | Stadion: Beatrixstraat, Breda Toeschouwers: 18.000 Scheidsrechter: Ad Boogaerts |
| 8 mei 1970 | Norbert Pogrzeba 84' |       | 58' Johan Cruijff | Stadion: Beatrixstraat, Breda Toeschouwers: 18.000 Scheidsrechter: Ad Boogaerts |
| 8 mei 1970 |                      |       |                   | Stadion: Beatrixstraat, Breda Toeschouwers: 18.000 Scheidsrechter: Ad Boogaerts |
| 8 mei 1970 |                      |       |                   | Stadion: Beatrixstraat, Breda Toeschouwers: 18.000 Scheidsrechter: Ad Boogaerts |
|            |                      |       |                   |                                                                                 |

|            |             |       |      |                                     |
| 8 mei 1970 | PSV         | 2 – 0 | GVAV | Stadion: Philips Stadion, Eindhoven |
| 8 mei 1970 | Goal · Goal |       |      | Stadion: Philips Stadion, Eindhoven |
| 8 mei 1970 |             |       |      | Stadion: Philips Stadion, Eindhoven |
| 8 mei 1970 |             |       |      | Stadion: Philips Stadion, Eindhoven |
|            |             |       |      |                                     |

|            |               |       |                   |                                                                               |
| 8 mei 1970 | Telstar       | 1 – 1 | Sparta            | Stadion: Schoonenberg, Velsen Toeschouwers: 8.000 Scheidsrechter: Frans Derks |
| 8 mei 1970 | Dick Beek 75' |       | 43' Hans Venneker | Stadion: Schoonenberg, Velsen Toeschouwers: 8.000 Scheidsrechter: Frans Derks |
| 8 mei 1970 |               |       |                   | Stadion: Schoonenberg, Velsen Toeschouwers: 8.000 Scheidsrechter: Frans Derks |
| 8 mei 1970 |               |       |                   | Stadion: Schoonenberg, Velsen Toeschouwers: 8.000 Scheidsrechter: Frans Derks |
|            |               |       |                   |                                                                               |

|             |             |       |        |                                        |
| 21 mei 1970 | Feijenoord  | 2 – 0 | AZ '67 | Stadion: Stadion Feijenoord, Rotterdam |
| 21 mei 1970 | Goal · Goal |       |        | Stadion: Stadion Feijenoord, Rotterdam |
| 21 mei 1970 |             |       |        | Stadion: Stadion Feijenoord, Rotterdam |
| 21 mei 1970 |             |       |        | Stadion: Stadion Feijenoord, Rotterdam |
|             |             |       |        |                                        |

## Speelronde 31
|            |                                       |       |                                                            |                                                                                  |
| 7 mei 1970 | Holland Sport                         | 3 – 3 | DOS                                                        | Stadion: Houtrust, Den Haag Toeschouwers: 5.000 Scheidsrechter: Koen Brouwer jr. |
| 7 mei 1970 | Paul Roodnat 10', 58' Jan Boskamp 35' |       | 26' Leo van Veen 34' Jan van Renswouw 83' Thijs Wijngaarde | Stadion: Houtrust, Den Haag Toeschouwers: 5.000 Scheidsrechter: Koen Brouwer jr. |
| 7 mei 1970 |                                       |       |                                                            | Stadion: Houtrust, Den Haag Toeschouwers: 5.000 Scheidsrechter: Koen Brouwer jr. |
| 7 mei 1970 |                                       |       |                                                            | Stadion: Houtrust, Den Haag Toeschouwers: 5.000 Scheidsrechter: Koen Brouwer jr. |
|            |                                       |       |                                                            |                                                                                  |

|            |                                                                                          |       |                         |                                                                                 |
| 7 mei 1970 | Ajax                                                                                     | 6 – 1 | DWS                     | Stadion: De Meer, Amsterdam Toeschouwers: 12.000 Scheidsrechter: Lau van Ravens |
| 7 mei 1970 | Velibor Vasović 17' (pen.), 64' Johan Cruijff 19', 35' Gerrie Mühren 79' Sjaak Swart 89' |       | 71' (pen.) Finn Seemann | Stadion: De Meer, Amsterdam Toeschouwers: 12.000 Scheidsrechter: Lau van Ravens |
| 7 mei 1970 |                                                                                          |       |                         | Stadion: De Meer, Amsterdam Toeschouwers: 12.000 Scheidsrechter: Lau van Ravens |
| 7 mei 1970 |                                                                                          |       |                         | Stadion: De Meer, Amsterdam Toeschouwers: 12.000 Scheidsrechter: Lau van Ravens |
|            |                                                                                          |       |                         |                                                                                 |

|            |        |       |     |                                 |
| 7 mei 1970 | Sparta | 1 – 0 | SVV | Stadion: Het Kasteel, Rotterdam |
| 7 mei 1970 | Goal   |       |     | Stadion: Het Kasteel, Rotterdam |
| 7 mei 1970 |        |       |     | Stadion: Het Kasteel, Rotterdam |
| 7 mei 1970 |        |       |     | Stadion: Het Kasteel, Rotterdam |
|            |        |       |     |                                 |

|            |                    |       |      |                                |
| 7 mei 1970 | GVAV               | 3 – 1 | MVV  | Stadion: Oosterpark, Groningen |
| 7 mei 1970 | Goal · Goal · Goal |       | Goal | Stadion: Oosterpark, Groningen |
| 7 mei 1970 |                    |       |      | Stadion: Oosterpark, Groningen |
| 7 mei 1970 |                    |       |      | Stadion: Oosterpark, Groningen |
|            |                    |       |      |                                |

|            |        |       |      |                                  |
| 7 mei 1970 | AZ '67 | 1 – 1 | NAC  | Stadion: Alkmaarderhout, Alkmaar |
| 7 mei 1970 | Goal   |       | Goal | Stadion: Alkmaarderhout, Alkmaar |
| 7 mei 1970 |        |       |      | Stadion: Alkmaarderhout, Alkmaar |
| 7 mei 1970 |        |       |      | Stadion: Alkmaarderhout, Alkmaar |
|            |        |       |      |                                  |

|            |             |       |     |                                  |
| 7 mei 1970 | Go Ahead    | 2 – 0 | ADO | Stadion: Vetkampstraat, Deventer |
| 7 mei 1970 | Goal · Goal |       |     | Stadion: Vetkampstraat, Deventer |
| 7 mei 1970 |             |       |     | Stadion: Vetkampstraat, Deventer |
| 7 mei 1970 |             |       |     | Stadion: Vetkampstraat, Deventer |
|            |             |       |     |                                  |

|            |        |       |         |                                   |
| 7 mei 1970 | N.E.C. | 1 – 1 | Telstar | Stadion: Goffertstadion, Nijmegen |
| 7 mei 1970 | Goal   |       | Goal    | Stadion: Goffertstadion, Nijmegen |
| 7 mei 1970 |        |       |         | Stadion: Goffertstadion, Nijmegen |
| 7 mei 1970 |        |       |         | Stadion: Goffertstadion, Nijmegen |
|            |        |       |         |                                   |

|            |                    |       |           |                                     |
| 7 mei 1970 | PSV                | 3 – 0 | FC Twente | Stadion: Philips Stadion, Eindhoven |
| 7 mei 1970 | Goal · Goal · Goal |       |           | Stadion: Philips Stadion, Eindhoven |
| 7 mei 1970 |                    |       |           | Stadion: Philips Stadion, Eindhoven |
| 7 mei 1970 |                    |       |           | Stadion: Philips Stadion, Eindhoven |
|            |                    |       |           |                                     |

|             |         |       |             |                                  |
| 14 mei 1970 | Haarlem | 1 – 2 | Feijenoord  | Stadion: Jan Gijzenkade, Haarlem |
| 14 mei 1970 | Goal    |       | Goal · Goal | Stadion: Jan Gijzenkade, Haarlem |
| 14 mei 1970 |         |       |             | Stadion: Jan Gijzenkade, Haarlem |
| 14 mei 1970 |         |       |             | Stadion: Jan Gijzenkade, Haarlem |
|             |         |       |             |                                  |

## Speelronde 32
|             |             |       |        |                                      |
| 10 mei 1970 | ADO         | 2 – 0 | Sparta | Stadion: Zuiderparkstadion, Den Haag |
| 10 mei 1970 | Goal · Goal |       |        | Stadion: Zuiderparkstadion, Den Haag |
| 10 mei 1970 |             |       |        | Stadion: Zuiderparkstadion, Den Haag |
| 10 mei 1970 |             |       |        | Stadion: Zuiderparkstadion, Den Haag |
|             |             |       |        |                                      |

|             |      |       |        |                                       |
| 10 mei 1970 | DWS  | 1 – 0 | AZ '67 | Stadion: Olympisch Stadion, Amsterdam |
| 10 mei 1970 | Goal |       |        | Stadion: Olympisch Stadion, Amsterdam |
| 10 mei 1970 |      |       |        | Stadion: Olympisch Stadion, Amsterdam |
| 10 mei 1970 |      |       |        | Stadion: Olympisch Stadion, Amsterdam |
|             |      |       |        |                                       |

|             | |       |                                  |                                                                                         |
| 10 mei 1970 | Feijenoord                                                                                             | 8 – 2 | Holland Sport                    | Stadion: Stadion Feijenoord, Rotterdam Toeschouwers: 57.000 Scheidsrechter: Frans Derks |
| 10 mei 1970 | Rinus Israël 23' Henk Wery 34', 41', 82' Coen Moulijn 38' Franz Hasil 50', 57' (pen.) Ove Kindvall 69' |       | 59' Jan Boskamp 60' Paul Roodnat | Stadion: Stadion Feijenoord, Rotterdam Toeschouwers: 57.000 Scheidsrechter: Frans Derks |
| 10 mei 1970 | |       |                                  | Stadion: Stadion Feijenoord, Rotterdam Toeschouwers: 57.000 Scheidsrechter: Frans Derks |
| 10 mei 1970 | |       |                                  | Stadion: Stadion Feijenoord, Rotterdam Toeschouwers: 57.000 Scheidsrechter: Frans Derks |
|             | |       |                                  |                                                                                         |

|             |                                                   |       |                                     |                                                                           |
| 10 mei 1970 | SVV                                               | 4 – 2 | N.E.C.                              | Stadion: Harga, Schiedam Toeschouwers: 2.500 Scheidsrechter: Joop Mulders |
| 10 mei 1970 | Wout van Meeteren 33' Aad Koudijzer 50', 67', 84' |       | 58' Miel Pijs 73' Jürgen Jendrossek | Stadion: Harga, Schiedam Toeschouwers: 2.500 Scheidsrechter: Joop Mulders |
| 10 mei 1970 |                                                   |       |                                     | Stadion: Harga, Schiedam Toeschouwers: 2.500 Scheidsrechter: Joop Mulders |
| 10 mei 1970 |                                                   |       |                                     | Stadion: Harga, Schiedam Toeschouwers: 2.500 Scheidsrechter: Joop Mulders |
|             |                                                   |       |                                     |                                                                           |

|             |     |       |     |                                                                               |
| 10 mei 1970 | DOS | 0 – 0 | PSV | Stadion: Galgenwaard, Utrecht Toeschouwers: 9.000 Scheidsrechter: Henk Pijper |
| 10 mei 1970 |     |       |     | Stadion: Galgenwaard, Utrecht Toeschouwers: 9.000 Scheidsrechter: Henk Pijper |
| 10 mei 1970 |     |       |     | Stadion: Galgenwaard, Utrecht Toeschouwers: 9.000 Scheidsrechter: Henk Pijper |
| 10 mei 1970 |     |       |     | Stadion: Galgenwaard, Utrecht Toeschouwers: 9.000 Scheidsrechter: Henk Pijper |
|             |     |       |     |                                                                               |

|             |             |       |      |                                |
| 10 mei 1970 | FC Twente   | 2 – 1 | GVAV | Stadion: Het Diekman, Enschede |
| 10 mei 1970 | Goal · Goal |       | Goal | Stadion: Het Diekman, Enschede |
| 10 mei 1970 |             |       |      | Stadion: Het Diekman, Enschede |
| 10 mei 1970 |             |       |      | Stadion: Het Diekman, Enschede |
|             |             |       |      |                                |

|             |     |       |          |                                  |
| 10 mei 1970 | MVV | 0 – 1 | Go Ahead | Stadion: De Geusselt, Maastricht |
| 10 mei 1970 |     | Goal  |          | Stadion: De Geusselt, Maastricht |
| 10 mei 1970 |     |       |          | Stadion: De Geusselt, Maastricht |
| 10 mei 1970 |     |       |          | Stadion: De Geusselt, Maastricht |
|             |     |       |          |                                  |

|             |      |       |         |                               |
| 10 mei 1970 | NAC  | 1 – 1 | Haarlem | Stadion: Beatrixstraat, Breda |
| 10 mei 1970 | Goal |       | Goal    | Stadion: Beatrixstraat, Breda |
| 10 mei 1970 |      |       |         | Stadion: Beatrixstraat, Breda |
| 10 mei 1970 |      |       |         | Stadion: Beatrixstraat, Breda |
|             |      |       |         |                               |

|             |         |       |      |                               |
| 10 mei 1970 | Telstar | 1 – 1 | Ajax | Stadion: Schoonenberg, Velsen |
| 10 mei 1970 | Goal    |       | Goal | Stadion: Schoonenberg, Velsen |
| 10 mei 1970 |         |       |      | Stadion: Schoonenberg, Velsen |
| 10 mei 1970 |         |       |      | Stadion: Schoonenberg, Velsen |
|             |         |       |      |                               |

## Speelronde 33
|             |                                                                          |       |     |                                                                          |
| 18 mei 1970 | Ajax                                                                     | 8 – 0 | SVV | Stadion: De Meer, Amsterdam Toeschouwers: 18.000 Scheidsrechter: Ton Bom |
| 18 mei 1970 | Dick van Dijk 19', 29', 59' (pen.), 70', 87' Johan Cruijff 63', 72', 78' |       |     | Stadion: De Meer, Amsterdam Toeschouwers: 18.000 Scheidsrechter: Ton Bom |
| 18 mei 1970 |                                                                          |       |     | Stadion: De Meer, Amsterdam Toeschouwers: 18.000 Scheidsrechter: Ton Bom |
| 18 mei 1970 |                                                                          |       |     | Stadion: De Meer, Amsterdam Toeschouwers: 18.000 Scheidsrechter: Ton Bom |
|             |                                                                          |       |     |                                                                          |

|             |              |       |                |                                                                                |
| 18 mei 1970 | GVAV         | 1 – 1 | Go Ahead       | Stadion: Oosterpark, Groningen Toeschouwers: 6.000 Scheidsrechter: Henk Pijper |
| 18 mei 1970 | Jan Smid 42' |       | 53' Frans Guns | Stadion: Oosterpark, Groningen Toeschouwers: 6.000 Scheidsrechter: Henk Pijper |
| 18 mei 1970 |              |       |                | Stadion: Oosterpark, Groningen Toeschouwers: 6.000 Scheidsrechter: Henk Pijper |
| 18 mei 1970 |              |       |                | Stadion: Oosterpark, Groningen Toeschouwers: 6.000 Scheidsrechter: Henk Pijper |
|             |              |       |                |                                                                                |

|             |                       |       |                  |                                                                                   |
| 18 mei 1970 | Holland Sport         | 1 – 1 | NAC              | Stadion: Houtrust, Den Haag Toeschouwers: 4.500 Scheidsrechter: Gerrit Berrevoets |
| 18 mei 1970 | Robbie van der Bol 4' |       | 87' Theo Dierckx | Stadion: Houtrust, Den Haag Toeschouwers: 4.500 Scheidsrechter: Gerrit Berrevoets |
| 18 mei 1970 |                       |       |                  | Stadion: Houtrust, Den Haag Toeschouwers: 4.500 Scheidsrechter: Gerrit Berrevoets |
| 18 mei 1970 |                       |       |                  | Stadion: Houtrust, Den Haag Toeschouwers: 4.500 Scheidsrechter: Gerrit Berrevoets |
|             |                       |       |                  |                                                                                   |

|             |                                                                      |       |                                      |                                                                                     |
| 18 mei 1970 | Sparta                                                               | 4 – 3 | MVV                                  | Stadion: Het Kasteel, Rotterdam Toeschouwers: 5.500 Scheidsrechter: Henk Bentvelzen |
| 18 mei 1970 | Hans Eijkenbroek 2' (pen.) Jan van der Veen 7' Jan Klijnjan 24', 37' |       | 37', 49' Ivan Mráz 88' Willy Brokamp | Stadion: Het Kasteel, Rotterdam Toeschouwers: 5.500 Scheidsrechter: Henk Bentvelzen |
| 18 mei 1970 |                                                                      |       |                                      | Stadion: Het Kasteel, Rotterdam Toeschouwers: 5.500 Scheidsrechter: Henk Bentvelzen |
| 18 mei 1970 |                                                                      |       |                                      | Stadion: Het Kasteel, Rotterdam Toeschouwers: 5.500 Scheidsrechter: Henk Bentvelzen |
|             |                                                                      |       |                                      |                                                                                     |

|             |                                                                                        |       |                                         |                                                                                 |
| 18 mei 1970 | FC Twente                                                                              | 7 – 2 | DOS                                     | Stadion: Het Diekman, Enschede Toeschouwers: 9.000 Scheidsrechter: Jef Dorpmans |
| 18 mei 1970 | Willem de Vries 12', 28', 86' Theo Pahlplatz 14' Jan Jeuring 25' Ferry Pirard 84', 85' |       | 70' Johan Plageman 74' John Steen Olsen | Stadion: Het Diekman, Enschede Toeschouwers: 9.000 Scheidsrechter: Jef Dorpmans |
| 18 mei 1970 |                                                                                        |       |                                         | Stadion: Het Diekman, Enschede Toeschouwers: 9.000 Scheidsrechter: Jef Dorpmans |
| 18 mei 1970 |                                                                                        |       |                                         | Stadion: Het Diekman, Enschede Toeschouwers: 9.000 Scheidsrechter: Jef Dorpmans |
|             |                                                                                        |       |                                         |                                                                                 |

|             |        |       |         |                                                                                  |
| 18 mei 1970 | AZ '67 | 0 – 0 | Telstar | Stadion: Alkmaarderhout, Alkmaar Toeschouwers: 6.000 Scheidsrechter: Wim Schalks |
| 18 mei 1970 |        |       |         | Stadion: Alkmaarderhout, Alkmaar Toeschouwers: 6.000 Scheidsrechter: Wim Schalks |
| 18 mei 1970 |        |       |         | Stadion: Alkmaarderhout, Alkmaar Toeschouwers: 6.000 Scheidsrechter: Wim Schalks |
| 18 mei 1970 |        |       |         | Stadion: Alkmaarderhout, Alkmaar Toeschouwers: 6.000 Scheidsrechter: Wim Schalks |
|             |        |       |         |                                                                                  |

|             |         |                  |     |                                                                                   |
| 18 mei 1970 | Haarlem | 0 – 1            | DWS | Stadion: Jan Gijzenkade, Haarlem Toeschouwers: 5.000 Scheidsrechter: Ad Boogaerts |
| 18 mei 1970 |         | 21' Stanley Bish |     | Stadion: Jan Gijzenkade, Haarlem Toeschouwers: 5.000 Scheidsrechter: Ad Boogaerts |
| 18 mei 1970 |         |                  |     | Stadion: Jan Gijzenkade, Haarlem Toeschouwers: 5.000 Scheidsrechter: Ad Boogaerts |
| 18 mei 1970 |         |                  |     | Stadion: Jan Gijzenkade, Haarlem Toeschouwers: 5.000 Scheidsrechter: Ad Boogaerts |
|             |         |                  |     |                                                                                   |

|             |        |                                 |     |                                                                                  |
| 18 mei 1970 | N.E.C. | 0 – 3                           | ADO | Stadion: Goffertstadion, Nijmegen Toeschouwers: 3.500 Scheidsrechter: Jan Keizer |
| 18 mei 1970 |        | 26', 27' René Pas 89' Wim Looye |     | Stadion: Goffertstadion, Nijmegen Toeschouwers: 3.500 Scheidsrechter: Jan Keizer |
| 18 mei 1970 |        |                                 |     | Stadion: Goffertstadion, Nijmegen Toeschouwers: 3.500 Scheidsrechter: Jan Keizer |
| 18 mei 1970 |        |                                 |     | Stadion: Goffertstadion, Nijmegen Toeschouwers: 3.500 Scheidsrechter: Jan Keizer |
|             |        |                                 |     |                                                                                  |

|             |                                                               |       |            |                                                                                            |
| 18 mei 1970 | PSV                                                           | 3 – 0 | Feijenoord | Stadion: Philips Stadion, Eindhoven Toeschouwers: 18.000 Scheidsrechter: Leo van der Kroft |
| 18 mei 1970 | Willy van der Kuijlen 23', 35' (pen.) Bent Schmidt Hansen 88' |       |            | Stadion: Philips Stadion, Eindhoven Toeschouwers: 18.000 Scheidsrechter: Leo van der Kroft |
| 18 mei 1970 |                                                               |       |            | Stadion: Philips Stadion, Eindhoven Toeschouwers: 18.000 Scheidsrechter: Leo van der Kroft |
| 18 mei 1970 |                                                               |       |            | Stadion: Philips Stadion, Eindhoven Toeschouwers: 18.000 Scheidsrechter: Leo van der Kroft |
|             |                                                               |       |            |                                                                                            |

## Speelronde 34
|             |      |                  |     |                                                                                 |
| 24 mei 1970 | GVAV | 0 – 1            | DOS | Stadion: Oosterpark, Groningen Toeschouwers: 17.000 Scheidsrechter: Wim Schalks |
| 24 mei 1970 |      | 38' Leo van Veen |     | Stadion: Oosterpark, Groningen Toeschouwers: 17.000 Scheidsrechter: Wim Schalks |
| 24 mei 1970 |      |                  |     | Stadion: Oosterpark, Groningen Toeschouwers: 17.000 Scheidsrechter: Wim Schalks |
| 24 mei 1970 |      |                  |     | Stadion: Oosterpark, Groningen Toeschouwers: 17.000 Scheidsrechter: Wim Schalks |
|             |      |                  |     |                                                                                 |

|             |                   |       |               |                                                                                        |
| 24 mei 1970 | ADO               | 1 – 1 | Ajax          | Stadion: Zuiderparkstadion, Den Haag Toeschouwers: 20.000 Scheidsrechter: Theo Boosten |
| 24 mei 1970 | Louis de Puyt 49' |       | 80' Arie Haan | Stadion: Zuiderparkstadion, Den Haag Toeschouwers: 20.000 Scheidsrechter: Theo Boosten |
| 24 mei 1970 |                   |       |               | Stadion: Zuiderparkstadion, Den Haag Toeschouwers: 20.000 Scheidsrechter: Theo Boosten |
| 24 mei 1970 |                   |       |               | Stadion: Zuiderparkstadion, Den Haag Toeschouwers: 20.000 Scheidsrechter: Theo Boosten |
|             |                   |       |               |                                                                                        |

|             |                                          |       |               |                                                                                        |
| 24 mei 1970 | DWS                                      | 2 – 0 | Holland Sport | Stadion: Olympisch Stadion, Amsterdam Toeschouwers: 3.500 Scheidsrechter: Jef Dorpmans |
| 24 mei 1970 | Stanley Bish 17' Frits Flinkevleugel 84' |       |               | Stadion: Olympisch Stadion, Amsterdam Toeschouwers: 3.500 Scheidsrechter: Jef Dorpmans |
| 24 mei 1970 |                                          |       |               | Stadion: Olympisch Stadion, Amsterdam Toeschouwers: 3.500 Scheidsrechter: Jef Dorpmans |
| 24 mei 1970 |                                          |       |               | Stadion: Olympisch Stadion, Amsterdam Toeschouwers: 3.500 Scheidsrechter: Jef Dorpmans |
|             |                                          |       |               |                                                                                        |

|             |                                                                                   |       |                |                                                                                          |
| 24 mei 1970 | Feijenoord                                                                        | 5 – 1 | FC Twente      | Stadion: Stadion Feijenoord, Rotterdam Toeschouwers: 20.000 Scheidsrechter: Ad Boogaerts |
| 24 mei 1970 | Joop van Daele 53' Wim Jansen 73' Willem van Hanegem 76' Piet Vrauwdeunt 85', 89' |       | 41' Benno Huve | Stadion: Stadion Feijenoord, Rotterdam Toeschouwers: 20.000 Scheidsrechter: Ad Boogaerts |
| 24 mei 1970 |                                                                                   |       |                | Stadion: Stadion Feijenoord, Rotterdam Toeschouwers: 20.000 Scheidsrechter: Ad Boogaerts |
| 24 mei 1970 |                                                                                   |       |                | Stadion: Stadion Feijenoord, Rotterdam Toeschouwers: 20.000 Scheidsrechter: Ad Boogaerts |
|             |                                                                                   |       |                |                                                                                          |

|             |                                            |       |                                      |                                                                              |
| 24 mei 1970 | SVV                                        | 3 – 2 | AZ '67                               | Stadion: Harga, Schiedam Toeschouwers: 2.000 Scheidsrechter: Joop Bentvelzen |
| 24 mei 1970 | Maarten van Beek 52' Leen Warnaar 75', 83' |       | 25' Jan van Veen 66' Hassie van Wijk | Stadion: Harga, Schiedam Toeschouwers: 2.000 Scheidsrechter: Joop Bentvelzen |
| 24 mei 1970 |                                            |       |                                      | Stadion: Harga, Schiedam Toeschouwers: 2.000 Scheidsrechter: Joop Bentvelzen |
| 24 mei 1970 |                                            |       |                                      | Stadion: Harga, Schiedam Toeschouwers: 2.000 Scheidsrechter: Joop Bentvelzen |
|             |                                            |       |                                      |                                                                              |

|             |                       |       |                                          |                                                                                        |
| 24 mei 1970 | Go Ahead              | 2 – 3 | Sparta                                   | Stadion: Vetkampstraat, Deventer Toeschouwers: 8.000 Scheidsrechter: Ben Hoppenbrouwer |
| 24 mei 1970 | Oeki Hoekema 14', 37' |       | 38', 42' Jan Klijnjan 58' Janusz Kowalik | Stadion: Vetkampstraat, Deventer Toeschouwers: 8.000 Scheidsrechter: Ben Hoppenbrouwer |
| 24 mei 1970 |                       |       |                                          | Stadion: Vetkampstraat, Deventer Toeschouwers: 8.000 Scheidsrechter: Ben Hoppenbrouwer |
| 24 mei 1970 |                       |       |                                          | Stadion: Vetkampstraat, Deventer Toeschouwers: 8.000 Scheidsrechter: Ben Hoppenbrouwer |
|             |                       |       |                                          |                                                                                        |

|             |                   |       |                |                                                                                       |
| 24 mei 1970 | MVV               | 1 – 1 | N.E.C.         | Stadion: De Geusselt, Maastricht Toeschouwers: 4.000 Scheidsrechter: Gerard Klaassens |
| 24 mei 1970 | Stefan Szefer 54' |       | 74' Piet Kamps | Stadion: De Geusselt, Maastricht Toeschouwers: 4.000 Scheidsrechter: Gerard Klaassens |
| 24 mei 1970 |                   |       |                | Stadion: De Geusselt, Maastricht Toeschouwers: 4.000 Scheidsrechter: Gerard Klaassens |
| 24 mei 1970 |                   |       |                | Stadion: De Geusselt, Maastricht Toeschouwers: 4.000 Scheidsrechter: Gerard Klaassens |
|             |                   |       |                |                                                                                       |

|             |                            |       |                                                                  |                                                                              |
| 24 mei 1970 | NAC                        | 2 – 4 | PSV                                                              | Stadion: Beatrixstraat, Breda Toeschouwers: 8.000 Scheidsrechter: Jan Keizer |
| 24 mei 1970 | Jacques Visschers 70', 75' |       | 3', 74' Peter Ressel 32' Bent Schmidt Hansen 80' Wietse Veenstra | Stadion: Beatrixstraat, Breda Toeschouwers: 8.000 Scheidsrechter: Jan Keizer |
| 24 mei 1970 |                            |       |                                                                  | Stadion: Beatrixstraat, Breda Toeschouwers: 8.000 Scheidsrechter: Jan Keizer |
| 24 mei 1970 |                            |       |                                                                  | Stadion: Beatrixstraat, Breda Toeschouwers: 8.000 Scheidsrechter: Jan Keizer |
|             |                            |       |                                                                  |                                                                              |

|             |                                |       |                                                             |                                                                                 |
| 24 mei 1970 | Telstar                        | 2 – 3 | Haarlem                                                     | Stadion: Schoonenberg, Velsen Toeschouwers: 5.500 Scheidsrechter: Joop Vervoort |
| 24 mei 1970 | Dick Beek 70' Monne de Wit 82' |       | 49' Dries Boszhard 60' Henk van Ingen 63' Sjef van Duffelen | Stadion: Schoonenberg, Velsen Toeschouwers: 5.500 Scheidsrechter: Joop Vervoort |
| 24 mei 1970 |                                |       |                                                             | Stadion: Schoonenberg, Velsen Toeschouwers: 5.500 Scheidsrechter: Joop Vervoort |
| 24 mei 1970 |                                |       |                                                             | Stadion: Schoonenberg, Velsen Toeschouwers: 5.500 Scheidsrechter: Joop Vervoort |
|             |                                |       |                                                             |                                                                                 |

## Voetnoten
ADO ·
Ajax ·
AZ '67 ·
DOS ·
DWS ·
Feijenoord ·
Go Ahead ·
Haarlem ·
Holland Sport ·
GVAV ·
MVV ·
NAC ·
N.E.C. ·
PSV ·
Sparta ·
SVV ·
Telstar ·
FC Twente '65